# فهرست آثار ملی استان مازندران
در ۱۶ شهرستان این استان روی هم رفته ۶۶٠ اثر ثبت ملی شده است.

## آمل
| #  | نام                        | تصویر          | قدمت                       | تاریخ ثبت  | شمارهٔ ثبت | موقعیت | توضیحات |
| -- | -------------------------- | -------------- | -------------------------- | ---------- | --------- | --- | ------- |
| ۱  | امامزاده قاسم              |                | قاجاریه                    | ۱۳۲۱-۰۳-۲۰ | ۳۴۸       | بخش دابودشت، روستای هشل علیاء                                                                                  |         |
| ۲  | مشهد میر بزرگ              |                | صفویه ـ قرن ۸ ق            | ۱۳۱۰-۱۰-۱۵ | ۵۹        | آمل، داخل شهر، سبزه میدان، داخل محوطه مصلی آمل                                                                 |         |
| ۳  | آرامگاه ناصرالحق           |                | تیموریان ـ قرن ۹ ق         | ۱۳۱۰-۱۰-۱۵ | ۶۰        | آمل، در خرابه‌های شهر قدیم آمل، محله پایین بازار، چاکسر                                                         |         |
|    | آرامگاه میر حیدر آملی      |                | قرن ۹ ق                    | ۱۳۱۰-۱۰-۱۵ | ۶۱        | در خرابه‌های شهر قدیم آمل (محله پائین بازار)، چاکسر                                                             |         |
|    | قبر مشهور به شمس تبریزی    | بارگذاری تصویر | قرن ۹ ق                    | ۱۳۱۰-۱۰-۱۵ | ۶۲        | خرابهای شهر قدیم آمل، آمل، محله پایین بازار                                                                    |         |
|    | امامزاده ابراهیم           |                | قرن ۹ ق                    | ۱۳۱۰-۱۰-۱۵ | ۶۳        | آمل، داخل شهر، بلوار طالب آملی، گرجی محله                                                                      |         |
|    | برج هشتل                   |                | قرن ۸ و ۹ ق                | ۱۳۲۱-۰۳-۲۰ | ۳۴۸       | آمل، روستای هشتل علیا                                                                                          |         |
|    | بقعه شمس آل رسول           | بارگذاری تصویر | قرن ۹ ق                    | ۱۳۵۸-۰۳-۳۰ | ۱۰۵۷      | در خرابه‌های شهر قدیم آمل (محله پائین بازار)                                                                    |         |
|    | آتشکده آمل                 |                | قرن ۹ ق                    | ۱۳۵۴-۰۲-۰۶ | ۱۰۶۰      | در خرابه‌های شهر قدیم آمل (محله پائین بازار)، چاکسر ۳۶°۲۸′۵۳″شمالی ۵۲°۲۱′۱۸″شرقی / ۳۶٫۴۸۱۳۱°شمالی ۵۲٫۳۵۴۹۶°شرقی |         |
|    | پل دوازده چشمه             |                | صفویه                      | ۱۳۳۵-۰۳-۱۷ | ۱۲۴۷      | داخل شهر، بر روی رودخانه هراز، جنب پل فلزی                                                                     |         |
|    | آرامگاه خضر                |                | قرن ۹ ق                    | ۱۳۳۵-۰۳-۱۷ | ۱۲۴۸      | آمل خیابان رضوانیه، جنب کتابخانه عمومی شهر                                                                     |         |
|    | پل معلق آمل                | تصاویر بیشتر   | پهلوی                      | ۱۳۵۳-۱۲-۰۳ | ۱۵۲۴      | آمل، داخل شهر، جنب پل دوازده پله                                                                               |         |
|    | ساختمان دارائی             |                | پهلوی                      | ۱۳۵۸-۰۳-۳۰ | ۱۵۲۵      | آمل، داخل شهر، جنب پل فلزی و بیمارستان امام رضا                                                                |         |
|    | شهر قدیم آمل               | بارگذاری تصویر | اسلامی                     | ۱۳۷۸-۰۲-۱۳ | ۲۳۳۰      | آمل، داخل شهر، محله پائین بازار                                                                                |         |
|    | قلعه ملک بهمن              |                | صفویه                      | ۱۳۷۹-۰۵-۱۹ | ۲۷۷۸      | آمل بخش لاریجان، روستای شاهدشت                                                                                 |         |
|    | گلدسته مسجد امام حسن عسگری |                | قاجاریه                    | ۱۳۷۹-۱۲-۲۵ | ۳۳۳۰      | آمل، محله پایین بازار                                                                                          |         |
|    | حسینیه آمل                 | بارگذاری تصویر | قاجاریه                    | ۱۳۸۰-۰۷-۱۰ | ۴۱۷۱      | شاهان دشت، محله پشت بازار، کوچه حسینیه، پلاک ۱۶                                                                |         |
|    | مسجد آقا عباس              |                | صفویه ـ قاجاریه            | ۱۳۸۰-۱۰-۱۱ | ۴۶۷۱      | آمل، شرق محله کارگر، ضلع جنوب غربی راسته بازار نو                                                              |         |
|    | خانه حاج مهدی سلطان        | بارگذاری تصویر | اواخر قاجار                | ۱۳۸۱-۰۵-۰۸ | ۵۹۳۶      | روستای پاشاکلا دشت‌سر                                                                                           |         |
|    | شکل شاه                    | تصاویر بیشتر   | قاجاریه                    | ۱۳۸۱-۰۷-۰۷ | ۶۲۷۲      | بخش لاریجان جاده هراز، ضلع غربی تونل وانا                                                                      |         |
|    | آرامگاه محمد قریشی گزنک    |                | قاجاریه                    | ۱۳۸۲-۰۳-۱۰ | ۸۸۱۰      | بخش لاریجان، دهستان لاریجان سفلی، روستای گزنک                                                                  |         |
|    | آرامگاه یوسف اسماعیل آمل   | بارگذاری تصویر | قرن ۹ ق                    | ۱۳۸۲-۰۳-۱۰ | ۸۸۱۱      | بخش بابل کنار روستای هزارپی جنوبی، روستای کمانگرکلا                                                            |         |
|    | تکیه سقا نفار هندوکلا      | تصاویر بیشتر   | قرن ۱۳ ق                   | ۱۳۸۲-۰۳-۱۰ | ۸۸۱۲      | بخش مرکزی، دهستان هزارپی جنوبی، روستای هندوکلا                                                                 |         |
|    | حمام شاه عباسی             | بارگذاری تصویر | قرن ۹ ق                    | ۱۳۸۲-۰۵-۰۷ | ۹۳۴۹      | بخش لاریجان، دهستان بالا لاریجان، روستای آب گرم                                                                |         |
|    | امامزاده هفتاد و دو تن     |                | قرن ۸ و ۹ ق                | ۱۳۸۲-۰۵-۰۷ | ۹۳۵۰      | بخش مرکزی، دهستان امام ستاق شمالی، روستای شرمیا                                                                |         |
|    | امامزاده قاسم هشتل علیا    | بارگذاری تصویر | قرن ۸ و ۹ ق                | ۱۳۸۲-۰۵-۰۷ | ۹۳۵۱      | بخش دابودشت، دهستان دابوی جنوبی، روستای هشتل علیا                                                              |         |
|    | حمام میر صفی               | بارگذاری تصویر | صفویه                      | ۱۳۸۲-۰۵-۰۷ | ۹۳۵۲      | بخش دابوشت، دهستان دابوی جنوبی، روستای امین آباد                                                               |         |
|    | امامزاده ابراهیم دینان     | بارگذاری تصویر | قرن ۹ ق                    | ۱۳۸۲-۰۵-۰۷ | ۹۳۵۳      | بخش لاریجان، دهستان بالا لاریجان، روستای دینان                                                                 |         |
|    | تکیه شاهاندشت              | بارگذاری تصویر | قاجاریه                    | ۱۳۸۲-۰۵-۰۷ | ۹۳۵۴      | بخش لاریجان، دهستان بالا لاریجان، روستای شاهاندشت                                                              |         |
|    | امامزاده محمد طاهر         | بارگذاری تصویر | قرن ۸ و ۹ ق                | ۱۳۸۲-۰۵-۰۷ | ۹۳۵۵      | بخش لاریجان، روستای رینه                                                                                       |         |
|    | برج سی شاهاندشت            |                | پیش از اسلام               | ۱۳۸۲-۰۵-۰۷ | ۹۳۵۶      | بخش لاریجان، دهستان لاریجان سفلی، روستای شاهاندشت                                                              |         |
|    | امامزاده جوانمرد حمزه      | بارگذاری تصویر | قرن ۸ و ۹ ق                | ۱۳۸۲-۰۵-۰۷ | ۹۳۵۷      | بخش لاریجان، دهستان لاریجان سفلی، روستای کهرود                                                                 |         |
|    | امامزاده روح‌الله           | بارگذاری تصویر | قرن ۹ ق                    | ۱۳۸۲-۰۵-۰۷ | ۹۳۵۸      | بخش لاریجان، دهستان بالا لاریجان، روستای دینان                                                                 |         |
|    | امامزاده عبدالله وانا      | بارگذاری تصویر | قرن ۸ و ۹ ق                | ۱۳۸۲-۰۵-۰۷ | ۹۳۵۹      | بخش لاریجان، دهستان بالا لاریجان، روستای وانا                                                                  |         |
|    | امامزاده یوسف اسماعیل      | بارگذاری تصویر | قرن ۸ و ۹ ق                | ۱۳۸۲-۰۵-۰۷ | ۹۳۶۱      | بخش مرکزی، دهستان هزار پی جنوبی روستای کمانگیر کلا                                                             |         |
|    | تپه تنگ سفید آب            | بارگذاری تصویر | پیش از اسلام ـ صفویه       | ۱۳۸۲-۰۷-۰۱ | ۱۰۳۵۵     | دشت لار، ضلع شرقی رودخانه سفید آب، شرق قلعه کوچک                                                               |         |
|    | قلعه آرودشت لار            | بارگذاری تصویر | قبل از اسلام ـ قرن ۸ و ۹ ق | ۱۳۸۲-۰۷-۰۱ | ۱۰۳۵۶     | دشت لار، غرب رودخانه سفید آب، یال کوه به میان دره                                                              |         |
|    | رباط سنگی آبشار اول        | بارگذاری تصویر | صفویه                      | ۱۳۸۲-۰۷-۰۱ | ۱۰۳۶۰     | دشت لار، سمت راست کوه نقارخانه، نزدیک امامزاده نقارخانه                                                        |         |
|    | رباط سنگی آبشار دوم        | بارگذاری تصویر | صفویه                      | ۱۳۸۲-۰۷-۰۱ | ۱۰۳۶۱     | دشت لار، سمت راست کوه نقارخانه، سمت چپ امامزاده نقارخانه                                                       |         |
|    | کاروانسرای کمبوج           | بارگذاری تصویر | قاجاریه                    | ۱۳۸۳-۱۱-۱۰ | ۱۱۳۱۴     | بخش لاریجان، منطقه پلور، گردنه امامزاده‌هاشم                                                                    |         |
|    | تکیه روستای فیروزکلا       |                | قاجاریه                    | ۱۳۸۳-۱۲-۲۴ | ۱۱۶۸۶     | بخش دابودشت، دهستان دشت سر، روستای فیروزکلا                                                                    |         |
|    | پل فیروزکلای آمل           | بارگذاری تصویر | پهلوی اول                  | ۱۳۸۳-۱۲-۲۴ | ۱۱۶۸۷     | بخش دابودشت، دهستان دشت سر، روستای فیروز کلا                                                                   |         |
|    | خانه عبادی                 | بارگذاری تصویر | پهلوی اول                  | ۱۳۸۵-۰۳-۱۷ | ۱۵۶۲۵     | شهر آمل، منطقه سبز میدان، نزدیکی بقعه میر بزرگ                                                                 |         |
|    | خانه حسن قریشی طیبی        | بارگذاری تصویر | قاجاریه                    | ۱۳۸۵-۰۳-۲۸ | ۱۵۶۲۷     | بافت قدیم شهر آمل، نیاکی محله، پ ۷۸۸                                                                           |         |
|    | خانه شفاهی                 |                | قاجاریه                    | ۱۳۸۵-۱۲-۱۴ | ۱۷۸۰۲     | بخش مرکزی، خ آیت‌الله جوادی آملی، بافت قدیم نیاکی محله                                                          |         |
|    | مسجد جامع آمل              |                | صفویه ـ قاجاریه            | ۱۳۸۶-۱۱-۰۹ | ۲۰۶۶۶     | شهر آمل، راسته بازار، مسجد جامع آمل                                                                            |         |
|    | خانه منوچهری               | بارگذاری تصویر | صفویه ـ قاجاریه            | ۱۳۸۶-۱۲-۲۶ | ۲۱۹۸۹     | شهر آمل، نیاکی محله                                                                                            |         |
|    | حمام بوران                 | بارگذاری تصویر | صفویه - قاجاریه            | ۱۳۹۴-۱۱-۰۶ | ۳۱۳۸۰     | بخش دشت سر، دهستان دشت سر، روستای بروان                                                                        |         |
|    | حمام آب اسک                | بارگذاری تصویر | صفویه                      | ۱۳۹۵-۰۶-۱۰ | ۳۱۵۴۷     | بخش لاریجان، دهستان بالا لاریجان، روستای آب اسک                                                                |         |
|    | خانه بهرامی                | بارگذاری تصویر | قاجاریه                    | ۱۳۹۵-۰۶-۱۰ | ۳۱۵۴۷     | بخش لاریجان، دهستان بالا لاریجان، روستای آب اسک                                                                |         |
| ۵۱ | پل سنگی آمل                |                | پهلوی اول                  | ۱۳۹۸-۱۰-۲۴ | ۳۲۷۸۰     | بخش لاریجان، روستای پلور                                                                                       |         |

## بابل
| #  | نام                                | تصویر          | قدمت                  | تاریخ ثبت  | شمارهٔ ثبت | موقعیت | توضیحات |
| -- | ---------------------------------- | -------------- | --------------------- | ---------- | --------- | --- | ------- |
| ۱  | آرامگاه سلطان محمدطاهر             |                | قرن ۹ ق               | ۱۳۱۰-۱۰-۱۵ | ۶۷        | کیلومتر ۴ جاده بابل به کیا کلا بابل، روستای سلطان محمد طاهر                                                           |         |
| ۲  | امامزاده قاسم                      |                | قرن ۹ ق               | ۱۳۲۱-۰۳-۲۰ | ۳۴۲       | داخل شهربابل |         |
| ۳  | آرامگاه درویش فخرالدین             | بارگذاری تصویر | قرن ۹ ق               | ۱۳۴۶-۰۱-۲۱ | ۶۴۱       | بابل، ابتدای جاده آمل                                                                                                 |         |
|    | تکیه روستای مقریکلا                |                | زندیه ـ قاجاریه       | ۱۳۵۴-۰۶-۱۵ | ۱۰۹۳      | بابل، بخش‌بند پی غربی بابل، دهستان خوش رود، روستای مقریکلا                                                             |         |
|    | تپه رجب کتی                        | بارگذاری تصویر | هزاره یک ق‌م ـ اسلامی  | ۱۳۵۶-۰۲-۱۹ | ۱۳۹۸      | بابلسر ۱۲، کیلومتری جاده آسفالته بابل، بابلسر، میر بازار                                                              |         |
|    | مجموعه ابوالحسن کلا                | بارگذاری تصویر | هزاره یک ق‌م ـ اسلامی  | ۱۳۵۶-۰۲-۱۹ | ۱۳۹۹      | بابل، دهستان گتاب، روستای ابوالحسن کلا                                                                                |         |
|    | قلعه کتی ابوالحسن‌کلا               | بارگذاری تصویر | هزاره یک ق‌م ـ اسلامی  | ۱۳۵۶-۰۲-۱۹ | ۱۴۰۰      | بابل، بخش مرکزی، دهستان گتاب، روستای ابوالحسن کلا                                                                     |         |
|    | تپه احمد کتی                       | بارگذاری تصویر | هزاره یک ق‌م ـ اسلامی  | ۱۳۵۶-۰۲-۲۶ | ۱۴۰۱      | بابلسر، مسیر جاده بابل و بابلسر، میر بازار                                                                            |         |
|    | تپه پایین دین کتی رمنت             | بارگذاری تصویر | هزاره یک ق‌م ـ اسلامی  | ۱۳۵۶-۰۲-۲۶ | ۱۴۰۲      | بابل، بخش گتاب، دهستان فیضیه، روستای رمنت                                                                             |         |
|    | تپه دین کتی ملا محله               | بارگذاری تصویر | هزاره یک ق‌م ـ اسلامی  | ۱۳۵۶-۰۲-۲۶ | ۱۴۰۳      | بابل، بخش گتاب، دهستان گتاب شمالی، روستای ملا محله                                                                    |         |
|    | تپه کوتر دین                       | بارگذاری تصویر | هزاره یک ق‌م ـ اسلامی  | ۱۳۵۶-۰۲-۲۶ | ۱۴۰۴      | بابل، ۱۲ کیلومتری شمال بابل، در آبادی کوتر دین                                                                        |         |
|    | تپه محمد علی کتی                   | بارگذاری تصویر | هزاره یک ق‌م ـ اسلامی  | ۱۳۵۶-۰۲-۲۲ | ۱۴۱۳      | بابلسر، ۱۱ کیلومتری بابل و بابلسر، میر بازار                                                                          |         |
|    | پل محمدحسن‌خان                      |                | نیمه دوم قرن ۱۲ ق     | ۱۳۵۶-۰۲-۲۲ | ۱۴۱۴      | داخل شهر بابل ۳۶°۳۱′۲۹″شمالی ۵۲°۳۹′۵۳″شرقی / ۳۶٫۵۲۴۶۴°شمالی ۵۲٫۶۶۴۷۲°شرقی                                             |         |
|    | موزه بابل                          |                | پهلوی                 | ۱۳۵۴-۰۵-۰۸ | ۱۵۲۶      | مرکز شهربابل |         |
|    | ساختمان شهربانی                    | بارگذاری تصویر | پهلوی                 | ۱۳۶۳-۰۶-۲۵ | ۱۵۲۷      | مرکز شهر بابل |         |
|    | برج دیدبانی کاخ بابل               | تصاویر بیشتر   | پهلوی                 | ۱۳۵۲-۱۰-۰۸ | ۱۵۲۸      | داخل شهربابل ۳۶°۳۲′۰۰″شمالی ۵۲°۴۰′۲۷″شرقی / ۳۶٫۵۳۳۳۵°شمالی ۵۲٫۶۷۴۲۱°شرقی                                              |         |
|    | گنبد سرست                          |                | قرن ۹ ق               | ۱۳۶۴-۰۵-۲۷ | ۱۶۷۳      | بخش‌بند پی شرقی، دهستان گتاب، روستای سرست                                                                              |         |
|    | مناره و مسجد رودگر محله            | بارگذاری تصویر | قاجاریه               | ۱۳۷۵-۰۶-۲۵ | ۱۸۰۷      | بابل، رودگر محله، داخل شهر                                                                                            |         |
|    | بنای امامزاده محمد طاهر            | بارگذاری تصویر | تیموریان              | ۱۳۷۵-۰۹-۲۵ | ۱۸۰۸      | ۱۹ کیلومتری جنوب بابل، روستای مشهد سرا                                                                                |         |
|    | مجتمع خدمات حمایتی سلمان           | بارگذاری تصویر | پهلوی اول             | ۱۳۷۸-۰۴-۲۹ | ۲۳۵۲      | جنوب بابل و نزدیک پل قدیمی محمد حسن خان                                                                               |         |
|    | حمام قدیم میرزا یوسف               | بارگذاری تصویر | صفویه                 | ۱۳۷۸-۰۷-۱۹ | ۲۴۵۷      | بابل، حمام قدیمی میرزا یوسف                                                                                           |         |
|    | تپه بنگرکلا                        | بارگذاری تصویر | هزاره یک ق‌م ـ اسلامی  | ۱۳۷۸-۱۱-۰۵ | ۲۵۵۴      | بخش گتاب، دهستان گتاب شمالی، روستای بنگر کلا                                                                          |         |
|    | مجموعه آقاجان نسب                  | بارگذاری تصویر | اواخر قاجار           | ۱۳۷۹-۰۳-۱۷ | ۲۶۸۵      | بابل، خیابان مدرس، جنب گنجینه بابل                                                                                    |         |
|    | آرامگاه درویش علم بازی             |                | قرن نهم ه‍.ق            | ۱۳۷۹-۱۲-۲۵ | ۳۳۲۸      | ضلع شرقی شهربابل، پشت آرامگاه معتمدی                                                                                  |         |
|    | سقانفار شیاده                      | تصاویر بیشتر   | قاجاریه               | ۱۳۷۹-۱۲-۲۵ | ۳۳۸۴      | دهستان خوش رودپی، روستای شیاده                                                                                        |         |
|    | سقانفار تکیه چمازکلا               | بارگذاری تصویر | قاجاریه (۱۳۲۰ ق)      | ۱۳۸۰-۰۲-۲۵ | ۳۸۳۹      | ۱۰ کیلومتری جنوب شرقی روستای چماز کتی کلا                                                                             |         |
|    | سقانفار کیجا                       | بارگذاری تصویر | قاجاریه               | ۱۳۸۰-۰۷-۱۰ | ۴۱۷۳      | محله حمزه کلای غربی، جنب گورستان عمومی                                                                                |         |
|    | تپه کپور چال                       | بارگذاری تصویر | هزاره یک ق‌م ـ اسلامی  | ۱۳۸۰-۰۷-۱۰ | ۴۱۷۴      | ۵ کیلومتری شرق یک کیلومتری جنوب غربی روستای کپورچال                                                                   |         |
|    | مسجد جامع بابل                     |                | قاجاریه               | ۱۳۸۰-۰۷-۱۰ | ۴۱۷۵      | محله مسجد جامع، حدفاصل چهارراه شیدا و چهارراه فرهنگ                                                                   |         |
|    | حسینیه دیوا                        | بارگذاری تصویر | قاجاریه               | ۱۳۸۰-۱۲-۲۵ | ۵۴۰۲      | بخش بندپی غربی، روستای دیوا                                                                                           |         |
|    | مجموعه بناهای نجفی                 | بارگذاری تصویر | قاجاریه ـ پهلوی اول   | ۱۳۸۰-۱۲-۲۵ | ۵۶۷۳      | بابل، بافت قدیم شهر، محله نقیب کلا                                                                                    |         |
|    | تکیه گاوانکلا                      | بارگذاری تصویر | قاجاریه               | ۱۳۸۲-۰۳-۱۰ | ۸۸۰۴      | بخش بابل کنار، روستای گاوانکلا                                                                                        |         |
|    | سقانفار کبودکلا                    | بارگذاری تصویر | قاجاریه               | ۱۳۸۲-۰۷-۰۱ | ۱۰۲۸۰     | بابل، بخش مرکزی، دهستان فیضیه، روستای کبود کلا                                                                        |         |
|    | سردر دانشگاه علوم پزشکی بابل       |                | پهلوی اول             | ۱۳۸۲-۰۷-۰۱ | ۱۰۲۸۱     | بابل، دانشگاه علوم پزشکی بابل                                                                                         |         |
|    | آرامگاه ملا محمد شهرآشوب           |                | قاجاریه               | ۱۳۸۲-۰۷-۰۱ | ۱۰۲۸۲     | بخش گتاب، دهستان گتاب شمالی، روستای بنگر کلا                                                                          |         |
|    | تپه دینه سر پایین رمنت             | بارگذاری تصویر | پیش از تاریخ ـ اسلامی | ۱۳۸۲-۰۷-۰۱ | ۱۰۲۸۳     | بخش مرکزی، دهستان فیضیه، غرب روستای پایین رمنت                                                                        |         |
|    | مسجد چهارسوق بابل                  | بارگذاری تصویر | قاجاریه               | ۱۳۸۳-۱۲-۲۴ | ۱۱۵۱۶     | بابل، خیابان امام خمینی، محله چهار سوق                                                                                |         |
|    | مسجد سیدالعلما                     | بارگذاری تصویر | قاجاریه               | ۱۳۸۳-۱۲-۲۴ | ۱۱۵۱۷     | بابل، خیابان امام خمینی، محله مسجد جامع بابل                                                                          |         |
|    | آرامگاه درویش یوسف                 | بارگذاری تصویر | قرن ۸ و ۹ ق           | ۱۳۸۳-۱۲-۲۴ | ۱۱۵۱۸     | بخش‌بند پی غربی، دهستان شهید آباد، روستای بایی کلا (شهید آباد)                                                         |         |
|    | تکیه طاقداربن                      | بارگذاری تصویر | قاجاریه               | ۱۳۸۳-۱۲-۲۴ | ۱۱۵۱۹     | بابل، خیابان امام خمینی، محله طاقداربن                                                                                |         |
|    | آرامگاه سیدکبیر                    | بارگذاری تصویر | قاجاریه               | ۱۳۸۳-۱۲-۲۴ | ۱۱۵۲۰     | بابل، چهار راه گلشن، خیابان نواب صفوی، شمال مسجد محد ثین                                                              |         |
|    | تکیه حصیر فروشان                   |                | قاجاریه               | ۱۳۸۳-۱۲-۲۴ | ۱۱۵۲۱     | بابل، خیابان امام خمینی، محله پنج شنبه بازار                                                                          |         |
|    | تکیه اوجابن                        | بارگذاری تصویر | قاجاریه               | ۱۳۸۳-۱۲-۲۴ | ۱۱۵۲۲     | بابل، خیابان امام خمینی، محله اوجابن                                                                                  |         |
|    | تکیه کاظم بیک بابل                 | بارگذاری تصویر | قاجاریه               | ۱۳۸۳-۱۲-۲۴ | ۱۱۵۲۳     | بابل، خیابان امام خمینی، محله قدیمی کاظم بیک                                                                          |         |
|    | تکیه مراد بیک                      | بارگذاری تصویر | قاجاریه               | ۱۳۸۳-۱۲-۲۴ | ۱۱۵۲۴     | بابل، خیابان امام خمینی، محله مراد بیک                                                                                |         |
|    | مسجد آیت‌الله عدنانی                | بارگذاری تصویر | قاجاریه               | ۱۳۸۳-۱۲-۲۴ | ۱۱۵۲۵     | بابل، خیابان مدرس |         |
|    | تکیه کبریاکلا                      | بارگذاری تصویر | قاجاریه               | ۱۳۸۳-۱۲-۲۴ | ۱۱۵۲۶     | بخش بابل کنار، دهستان دراز کلا، روستای کبریا کلا                                                                      |         |
|    | تکایای زوارده                      | بارگذاری تصویر | قاجاریه               | ۱۳۸۳-۱۲-۲۴ | ۱۱۵۲۷     | بخش‌بند پی شرقی، دهستان سجادرود، روستای زوارده                                                                         |         |
|    | آرامگاه زین‌العابدین                | بارگذاری تصویر | قاجاریه               | ۱۳۸۳-۱۲-۲۴ | ۱۱۵۲۸     | بابل، خیابان امام خمینی، محله پنج شنبه بازار                                                                          |         |
|    | مسجد استاد و طبرستانی              | بارگذاری تصویر | قاجاریه               | ۱۳۸۳-۱۲-۲۴ | ۱۱۵۲۹     | بابل، خیابان امام خمینی، محله پنج شبنه بازار                                                                          |         |
|    | مسجد مولانا                        | بارگذاری تصویر | قاجاریه               | ۱۳۸۳-۱۲-۲۴ | ۱۱۵۳۰     | بابل، خیابان حاج آقا روحانی                                                                                           |         |
|    | مسجد علامه                         | بارگذاری تصویر | قاجاریه               | ۱۳۸۳-۱۲-۲۴ | ۱۱۵۳۱     | بابل، خیابان امام خمینی، کوچه ایثار ۶                                                                                 |         |
|    | برج دیده‌بانی شروین باوند           | بارگذاری تصویر | ساسانی ـ اسلامی       | ۱۳۸۳-۱۲-۲۴ | ۱۱۵۳۳     | بخش مرکزی، دهستان راستوپی، روستای باغ سرخ‌آباد                                                                         |         |
|    | امامزاده حسین فیروزکلا             | بارگذاری تصویر | قرن ۸ و ۹ ق           | ۱۳۸۳-۱۲-۲۴ | ۱۱۵۳۶     | بخش کجور، دهستان زانوس رستاق، روستای فیروز کلا                                                                        |         |
|    | سقانفار لدار                       | بارگذاری تصویر | قاجاریه               | ۱۳۸۴-۰۵-۱۱ | ۱۲۵۵۱     | بخش‌بند پی شرقی، دهستان سجادرود، روستای لدار                                                                           |         |
|    | سقانفار صلحدارکلا                  | بارگذاری تصویر | قاجاریه               | ۱۳۸۴-۰۵-۱۱ | ۱۲۵۵۲     | بخش‌بند پی غربی، دهستان شهیدآباد، روستای صلحدار کلا                                                                    |         |
|    | امامزاده محمد مشهد سرا             | بارگذاری تصویر | قرن ۷ و ۸ ق           | ۱۳۸۴-۰۵-۱۱ | ۱۲۵۵۳     | بخش گتاب، دهستان گتاب جنوبی، روستای مشهد سرا                                                                          |         |
|    | حمام بایی‌کلا                       | بارگذاری تصویر | قاجاریه               | ۱۳۸۴-۰۵-۱۱ | ۱۲۵۵۴     | بخش بندپی غربی، دهستان شهید آباد، روستای بایی کلا (شهید آباد)                                                         |         |
|    | تکیه ابوالحسن کلا                  | بارگذاری تصویر | قاجاریه               | ۱۳۸۴-۰۵-۱۱ | ۱۲۵۵۵     | بخش گتاب، دهستان گتاب جنوبی، روستای ابوالحسن کلا                                                                      |         |
|    | بی سر تکیه                         | بارگذاری تصویر | قاجاریه               | ۱۳۸۴-۰۵-۱۱ | ۱۲۵۵۶     | شهر بابل، خ آیت‌الله سعیدی، چهار راه شهداء، بافت قدیم بابل ۳۶°۳۲′۴۰″شمالی ۵۲°۴۰′۵۰″شرقی / ۳۶٫۵۴۴۵۰°شمالی ۵۲٫۶۸۰۴۴°شرقی |         |
|    | مسجد ابوفاضلی                      | بارگذاری تصویر | قاجاریه               | ۱۳۸۴-۰۵-۱۱ | ۱۲۵۵۷     | بابل، خ امام خمینی، کوچه داوودی، محله مرادبیک                                                                         |         |
|    | سقانفار بایی کلا                   | بارگذاری تصویر | قاجاریه               | ۱۳۸۵-۱۰-۰۳ | ۱۶۶۳۸     | بخش‌بند پی غربی، دهستان شهید آباد، روستای بایی کلا                                                                     |         |
|    | سقانفار نوایی‌کلا                   | بارگذاری تصویر | قاجاریه               | ۱۳۸۶-۱۱-۰۹ | ۲۰۶۶۰     | بخش لاله آباد، دهستان کاری پی، روستای نوایی کلا                                                                       |         |
|    | سقانفار رمنت                       | بارگذاری تصویر | قاجاریه               | ۱۳۸۶-۱۱-۰۹ | ۲۰۶۶۲     | بخش مرکزی، دهستان فیضیه، روستای رمنت                                                                                  |         |
|    | سقانفار فیروزجا                    | بارگذاری تصویر | قاجاریه               | ۱۳۸۶-۱۱-۰۹ | ۲۰۶۶۳     | بخش‌بند پی شرقی، دهستان سجادرود، روستای فیروزجا                                                                        |         |
|    | سقانفار قرآن تالار                 | بارگذاری تصویر | قاجاریه               | ۱۳۸۶-۱۱-۰۹ | ۲۰۶۶۷     | بخش بابلکنار، دهستان بابلکنار، روستای قرآن تالار                                                                      |         |
|    | سقانفار حاجیکلا                    | بارگذاری تصویر | قاجاریه               | ۱۳۸۶-۱۱-۰۹ | ۲۰۶۶۹     | بخش لاله ّآباد، دهستان کاری پی، روستای حاجیکلا                                                                         |         |
|    | سقانفار حمزه کلاشش پل              | بارگذاری تصویر | قاجاریه               | ۱۳۸۶-۱۱-۰۹ | ۲۰۶۷۶     | بخش مرکزی، دهستان اسبو کلا، روستای حمزه کلای شش پل                                                                    |         |
|    | سقانفار قادیکلا                    | بارگذاری تصویر | قاجاریه               | ۱۳۸۶-۱۱-۰۹ | ۲۰۶۸۳     | بخش لاله آباد، دهستان کاری پی، روستای قادیکلا                                                                         |         |
|    | تکیه معلم‌کلا                       | بارگذاری تصویر | قاجاریه               | ۱۳۸۶-۱۱-۰۹ | ۲۰۶۹۵     | بخش‌بند پی غربی، دهستان شهیدآباد، روستای معلم کلا ۳۶°۳۳′۵۵″شمالی ۵۲°۴۱′۲۹″شرقی / ۳۶٫۵۶۵۲۰°شمالی ۵۲٫۶۹۱۴۳°شرقی          |         |
|    | سقانفار زعفران‌کلا                  | بارگذاری تصویر | قاجاریه               | ۱۳۸۶-۱۱-۰۹ | ۲۰۶۹۶     | بخش گتاب، دهستان گتاب شمالی، روستای کاسمان کلا                                                                        |         |
|    | سقانفار بابلکان                    | بارگذاری تصویر | قاجاریه               | ۱۳۸۶-۱۱-۰۹ | ۲۰۶۹۷     | بخش مرکزی، دهستان کاری پی، روستای بابلکان                                                                             |         |
|    | حسینیه رمنت                        | بارگذاری تصویر | قاجاریه               | ۱۳۸۶-۱۱-۰۹ | ۲۰۶۹۸     | بخش مرکزی، دهستان فیضیه، روستای رمنت                                                                                  |         |
|    | حمام روشن‌آباد                      | بارگذاری تصویر | قاجاریه               | ۱۳۸۶-۱۲-۰۷ | ۲۱۵۶۶     | بخش مرکزی، دهستان گنج افروز، روستای روشن آباد                                                                         |         |
|    | مدرسه راهنمایی عفاف                | بارگذاری تصویر | پهلوی اول             | ۱۳۸۶-۱۲-۰۷ | ۲۱۵۶۸     | شهر بابلسر، خیابان فلسطین، مدرسه راهنمایی عفاف                                                                        |         |
|    | حمام نمودارکلا                     | بارگذاری تصویر | قاجاریه               | ۱۳۸۶-۱۲-۲۶ | ۲۱۹۶۶     | بخش لاله آباد، دهستان کاری پی، روستای نمودارکلا                                                                       |         |
|    | سقانفار کاردگرکلا                  | بارگذاری تصویر | قاجاریه               | ۱۳۸۶-۱۲-۲۶ | ۲۱۹۶۷     | بخش بابلکنار، دهستان بابلکنار، روستای کاردگر کلا                                                                      |         |
|    | سقانفار تلیگران                    | بارگذاری تصویر | قاجاریه               | ۱۳۸۶-۱۲-۲۶ | ۲۱۹۶۸     | بخش لاله آباد، دهستان کاری پی، روستای تلیگران                                                                         |         |
|    | سقانفار لدار                       | بارگذاری تصویر | قاجاریه               | ۱۳۸۶-۱۲-۲۶ | ۲۱۹۷۳     | بخش‌بند پی شرقی، دهستان سجاد رود، روستای لدار                                                                          |         |
|    | سقانفار کاسمان‌کلا                  | بارگذاری تصویر | قاجاریه               | ۱۳۸۶-۱۲-۲۶ | ۲۱۹۷۴     | بخش گتاب، دهستان گتاب شمالی، روستای کاسمان کلا                                                                        |         |
|    | بنای طاهر مطهر                     | بارگذاری تصویر | قاجاریه               | ۱۳۸۶-۱۲-۲۶ | ۲۱۹۷۵     | بخش لاله آباد، دهستان لاله آباد، روستای بوله کلا                                                                      |         |
|    | حمام پیجاکلا                       | بارگذاری تصویر | قاجاریه               | ۱۳۸۶-۱۲-۲۶ | ۲۱۹۷۷     | بخش لاله آباد، دهستان کاری پی، روستای پیجا کلا                                                                        |         |
|    | حمام گاوزن محله                    | بارگذاری تصویر | قاجاریه               | ۱۳۸۶-۱۲-۲۶ | ۲۱۹۸۱     | بخش بابل کنار، دهستان بابل کنار، روستای گاوزن محله                                                                    |         |
|    | بنای هفت                           | بارگذاری تصویر | قاجاریه               | ۱۳۸۶-۱۲-۲۶ | ۲۱۹۸۴     | شهربابل، میدان کشوری، روبروی بیمارستان شهید بهشتی، خیابان آیت‌الله روحانی                                              |         |
|    | حمام گنج‌کلا                        | بارگذاری تصویر | قاجاریه               | ۱۳۸۶-۱۲-۲۶ | ۲۱۹۹۵     | بخش‌بند پی غربی، دهستان خوش رود، روستای گنج کلا                                                                        |         |
|    | سقانفار آری                        | بارگذاری تصویر | قاجاریه               | ۱۳۸۶-۱۲-۲۶ | ۲۲۰۳۶     | بخش‌بند پی شرقی، دهستان فیروزجاه، روستای آری                                                                           |         |
|    | سقانفار سنگ چی                     | بارگذاری تصویر | قاجاریه               | ۱۳۸۶-۱۲-۲۶ | ۲۲۰۳۷     | بخش لاله آباد، دهستان کاری پی، روستای سنگچی                                                                           |         |
|    | تکیه میررود پشت                    | بارگذاری تصویر | قاجاریه               | ۱۳۸۶-۱۲-۲۶ | ۲۲۰۳۸     | بخش مرکزی، دهستان گنج افروز، روستای میر رودپشت                                                                        |         |
|    | سقانفار شوب‌کلا                     | بارگذاری تصویر | قاجاریه               | ۱۳۸۶-۱۲-۲۶ | ۲۲۰۴۰     | بخش‌بند پی غربی، دهستان شهید آباد، روستای شوب کلا                                                                      |         |
|    | تکیه قریشی                         | بارگذاری تصویر | قاجاریه               | ۱۳۸۶-۱۲-۲۶ | ۲۲۰۴۷     | شهر بابل، میدان آستانه، مقابل امامزاده قاسم، خیابان آیت‌الله روحانی                                                    |         |
|    | مجموعه کاخ بابل                    | بارگذاری تصویر | پهلوی                 | ۱۳۸۹-۰۹-۱۰ | ۲۹۹۹۰     | میدان کارگر، بالاتر از خیابان کارگر، جاده گنج‌افروز                                                                    |         |
|    | خانه محمد حسن شیخ کبیر             | بارگذاری تصویر | قاجاریه               | ۱۳۹۳-۱۱-۱۸ |           | چهارراه گلشن، خیابان آیت‌الله فاضل ۱۱، جنب مسجد محدثین                                                                 |         |
|    | تکیه آهنگر کلا بزرگ                | بارگذاری تصویر | قاجار                 | ۱۳۹۳-۱۱-۱۸ | ۳۱۲۰۸     | آهنگر کلا بزرگ |         |
|    | حمام کروکلا                        | بارگذاری تصویر | قاجار                 | ۱۳۹۳-۱۱-۱۸ | ۳۱۲۰۷     | بخش لاله، دهستان کاری پی، روستای پایین کروکلا                                                                         |         |
|    | سقانفار سرست                       | بارگذاری تصویر | قاجار                 | ۱۳۹۴-۱۱-۰۷ | ۳۱۳۸۲     | بخش مرکزی، دهستان گتاب شمالی، روستای سرست                                                                             |         |
|    | محوطه باستان‌شناختی قلعه بن بزرودپی | بارگذاری تصویر | عصر آهن- دوران تاریخی | ۱۳۹۴-۰۹-۲۵ | ۳۱۳۶۷     | بخش بندپی غربی، دهستان بزرودپی، روستای بزرودپی                                                                        |         |
|    | خانه خلیلیان                       | بارگذاری تصویر | قاجار                 | ۱۳۹۴-۰۹-۲۵ | ۳۱۳۶۸     | بخش مرکزی، بین امام‌زاده قاسم و سه راه سنگ پل کوچه هادی ۱۶                                                             |         |
| ۹۸ | باغ مستوفی‌الممالک                  | بارگذاری تصویر | قاجار-پهلوی           | ۱۳۹۶-۰۴-۱۷ |           | بخش گتاب، دهستان گتاب جنوبی، روستای دونه سر                                                                           |         |
| ۹۹ | موزه مکرمه قنبری                   | بارگذاری تصویر | پهلوی اول             | ۱۳۹۶–۱۳-۱۶ | ۳۲۰۹۱     | بخش مرکزی، دهستان فیضه، روستای دریکنده                                                                                |         |

## بابلسر
| #  | نام                              | تصویر          | قدمت                 | تاریخ ثبت  | شمارهٔ ثبت | موقعیت | توضیحات |
| -- | -------------------------------- | -------------- | -------------------- | ---------- | --------- | --- | ------- |
| ۱  | امامزاده ابراهیم                 |                | قرن ۹ ق              | ۱۳۲۱-۰۳-۲۰ | ۳۴۳       | داخل شهر بابلسر |         |
| ۲  | تپه علی جان کتی                  | بارگذاری تصویر | هزاره یک ق‌م ـ اسلامی | ۱۳۵۶-۰۲-۲۶ | ۱۴۰۸      | بابلسر۱۱ کیلومتری بابل بر سر راه بابلسر، میر بازار                                                                    |         |
| ۳  | تپه قلعه‌کتی احمدکلا              | بارگذاری تصویر | هزاره یک ق‌م ـ اسلامی | ۱۳۵۶-۰۲-۲۶ | ۱۴۰۹      | بابلسر، ۱۷ کیلومتری روستای احمد کلا                                                                                   |         |
|    | تپه عبدالله کتی                  | بارگذاری تصویر | هزاره یک ق‌م ـ اسلامی | ۱۳۵۶-۰۲-۲۶ | ۱۴۱۰      | بابلسر، ۱۲ کیلومتری شمال غربی بابل، میر بازار                                                                         |         |
|    | تپه عیسی کتی                     | بارگذاری تصویر | هزاره یک ق‌م ـ اسلامی | ۱۳۵۶-۰۲-۲۲ | ۱۴۱۱      | بابلسر، ۱۲ کیلومتری شمال بابل بر سر راه بابل، میر بازار                                                               |         |
|    | تپه چماز کتی                     | بارگذاری تصویر | هزاره یک ق‌م          | ۱۳۵۶-۰۲-۲۶ | ۱۴۱۷      | ۱۲ کیلومتری شمال بابل، میر بازار                                                                                      |         |
|    | ساختمان شهربانی                  |                | پهلوی                | ۱۳۵۸-۰۳-۳۰ | ۱۵۳۰      | داخل شهر بابلسر |         |
|    | ساختمان بهداری                   |                | پهلوی                | ۱۳۵۸-۰۳-۳۰ | ۱۵۳۱      | داخل شهر بابلسر |         |
|    | میدان مجسمه                      | بارگذاری تصویر | پهلوی                | ۱۳۵۴-۰۹-۱۰ | ۱۵۳۲      | داخل شهر بابلسر |         |
|    | دانشکده ادبیات دانشگاه مازندران  |                | پهلوی اول (۱۳۱۰ ه‍.ش)  | ۱۳۷۸-۰۴-۲۹ | ۲۳۵۳      | بابلسر، جنب شمال خیابان پاسداران، فاصله تا خیابان ۵۰۰ متر ۳۶°۴۲′۴۸″شمالی ۵۲°۴۱′۳۶″شرقی / ۳۶٫۷۱۳۲۴°شمالی ۵۲٫۶۹۳۴۳°شرقی |         |
|    | مجموعه بناهای نوار ساحلی بابلسر  | بارگذاری تصویر | پهلوی                | ۱۳۸۱-۰۷-۰۷ | ۶۵۲۷      | بابلسر، خیابان پاسداران                                                                                               |         |
|    | مدرسه نرجس بابلسر                |                | پهلوی اول            | ۱۳۸۲-۰۵-۰۷ | ۹۳۶۹      | بابلسر، مرکز شهر |         |
|    | تپه دین سرخدشت                   | بارگذاری تصویر | تاریخی ـ اسلامی      | ۱۳۸۲-۰۷-۰۱ | ۱۰۲۷۷     | بخش بهنمیر، دهستان عزیزک، روستای سرخ دشت                                                                              |         |
|    | تپه کافر کتی                     | بارگذاری تصویر | هزاره یک ق‌م ـ اسلامی | ۱۳۸۲-۰۷-۰۱ | ۱۰۲۷۸     | بخش رودبست، دهستان پازوار، دو کیلومتری شمال روستای کاسگر محله                                                         |         |
|    | سقانفار جزین                     | بارگذاری تصویر | قاجاریه              | ۱۳۸۵-۱۰-۰۳ | ۱۶۶۴۰     | بخش فریدونکنار، دهستان امامزاده عبدالله، روستای جزین                                                                  |         |
|    | سقانفار کاری کلا                 | بارگذاری تصویر | قاجاریه              | ۱۳۸۵-۱۰-۰۳ | ۱۶۶۴۶     | بخش رودبست، دهستان پازوار، روستای کاری کلا                                                                            |         |
|    | سقانفار خشکرود                   | بارگذاری تصویر | قاجاریه              | ۱۳۸۵-۱۰-۰۳ | ۱۶۶۴۷     | بخش رودبست، دهستان خشکرود، روستای خشکرود                                                                              |         |
|    | سقانفار نوایی محله               | بارگذاری تصویر | قاجاریه              | ۱۳۸۵-۱۰-۰۳ | ۱۶۶۹۲     | بخش فریدونکنار، دهستان امامزاده عبدالله، روستای نوایی محله                                                            |         |
|    | سقانفار فولاد کلا                | بارگذاری تصویر | قاجاریه              | ۱۳۸۵-۱۰-۰۳ | ۱۶۶۹۳     | بخش رود بست، دهستان پازوار، روستای فولاد کلا                                                                          |         |
|    | سقانفار آرمیج‌کلا                 | بارگذاری تصویر | قاجاریه              | ۱۳۸۵-۱۲-۱۴ | ۱۷۷۹۰     | بخش رودبست، دهستان پازوار، روستای آرمیچ کلا                                                                           |         |
|    | سقانفار شرمه‌کلا                  | بارگذاری تصویر | قاجاریه              | ۱۳۸۵-۱۲-۱۴ | ۱۷۷۹۶     | بخش رودبست، دهستان خشکرود، روستای شرمه کلا                                                                            |         |
|    | سقانفار اسپی کلای کریم‌کلا        | بارگذاری تصویر | قاجاریه              | ۱۳۸۵-۱۲-۱۴ | ۱۷۷۹۹     | بخش فریدونکنار، دهستان امامزاده عبدالله، روستای اسپی کلای کریم کلا                                                    |         |
|    | تکیه علی‌آباد                     | بارگذاری تصویر | قاجاریه              | ۱۳۸۵-۱۲-۱۴ | ۱۷۸۰۰     | بخش مرکزی، دهستان بابلرود، روستای علی‌آباد                                                                             |         |
|    | سقانفار علی‌آباد                  | بارگذاری تصویر | قاجاریه              | ۱۳۸۵-۱۲-۱۴ | ۱۷۸۰۱     | بخش مرکزی، دهستان بابلرود، روستای علی‌آباد                                                                             |         |
|    | کارخانه پنبه                     | بارگذاری تصویر | پهلوی                | ۱۳۸۵-۱۲-۱۴ | ۱۷۸۰۶     | داخل شهر در مجارت خیابان امام خمینی                                                                                   |         |
|    | سقانفار ولیک رودپشت              | بارگذاری تصویر | قاجاریه              | ۱۳۸۵-۱۲-۲۸ | ۱۸۶۹۰     | بخش رودبست، دهستان خشکرود، روستای ولیک رودپشت                                                                         |         |
|    | حمام سوته                        | بارگذاری تصویر | قاجاریه              | ۱۳۸۶-۰۸-۲۷ | ۲۰۲۷۸     | بخش فریدونکنار، دهستان باریک رود، روستای سوته                                                                         |         |
|    | برج قدیمی ساعت                   |                | پهلوی اول            | ۱۳۸۶-۱۱-۰۹ | ۲۰۶۶۸     | شهر بابلسر، خیابان فلسطین، برج ساعت                                                                                   |         |
|    | مهمانسرای شرکت نفت               | بارگذاری تصویر | پهلوی اول            | ۱۳۸۶-۱۱-۰۹ | ۲۰۶۷۳     | شهر بابلسر، بخش مرکزی، خیابان فلسطین                                                                                  |         |
|    | پل معلق بابلسر                   | تصاویر بیشتر   | پهلوی اول            | ۱۳۸۶-۱۱-۰۹ | ۲۰۶۷۴     | شهر بابلسر، خیابان پاسداران، پل معلق بابلسر                                                                           |         |
|    | مدرسه راهنمایی نور دانش          | بارگذاری تصویر | پهلوی اول            | ۱۳۸۶-۱۱-۰۹ | ۲۰۶۹۱     | شهر بابلسر، خیابان فلسطین، مدرسه راهنمایی نور دانش                                                                    |         |
|    | پژوهشکده دانش آموزی شهید میرزاده | بارگذاری تصویر | پهلوی اول            | ۱۳۸۶-۱۱-۰۹ | ۲۰۶۹۴     | شهر بابلسر، خیابان پاسداران، چهارراه فروغی                                                                            |         |
|    | مدرسه شاهد                       | بارگذاری تصویر | پهلوی اول            | ۱۳۸۶-۱۲-۰۷ | ۲۱۵۶۷     | شهر بابلسر، خیابان فلسطین، مدرسه شاهد                                                                                 |         |
|    | تپه قلاع کتی                     | بارگذاری تصویر | تاریخی               | ۱۳۸۶-۱۲-۰۷ | ۲۱۵۶۹     | بخش فریدونکنار، دهستان باریک رود، شمال شرقی روستای سوته                                                               |         |
|    | ساختمان اداره برق بابلسر         | بارگذاری تصویر | پهلوی اول            | ۱۳۸۶-۱۲-۰۷ | ۲۱۵۷۰     | شهر بابلسر، جنب شورای شهر بابلسر                                                                                      |         |
|    | ساختمان اداره پست                | بارگذاری تصویر | پهلوی اول            | ۱۳۸۶-۱۲-۰۷ | ۲۱۵۷۱     | شهر بابلسر، خیابان پاسداران، ساختمان قدیمی اداره پست                                                                  |         |
|    | ساختمان اداره هواشناسی بابلسر    | بارگذاری تصویر | پهلوی اول            | ۱۳۸۶-۱۲-۰۷ | ۲۱۵۷۲     | بخش مرکزی، جنب پل معلق ۳۶°۴۱′۵۵″شمالی ۵۲°۳۸′۳۳″شرقی / ۳۶٫۶۹۸۶۸°شمالی ۵۲٫۶۴۲۴۰°شرقی                                    |         |
|    | تپه زاهدکلا                      | بارگذاری تصویر | آهن                  | ۱۳۸۶-۱۲-۲۶ | ۲۱۹۴۸     | بخش فریدونکنار، دهستان امامزاده عبدالله، روستای زاهد کلا                                                              |         |
|    | تپه دینه کتی                     | بارگذاری تصویر | آهن                  | ۱۳۸۶-۱۲-۲۶ | ۲۲۰۰۰     | بخش رودبست، دهستان پازوار، روستای مقریکلا                                                                             |         |
| ۴٠ | تپه قلعه کتی                     | بارگذاری تصویر | آهن                  | ۱۳۸۶-۱۲-۲۶ | ۲۲۰۰۸     | بخش رودبست، دهستان پازوار، روستای بالا احمد کلا                                                                       |         |
| ۴۱ | تپه رضاکلا                       | بارگذاری تصویر | آهن ـ سلجوقی         | ۱۳۸۶-۱۲-۲۶ | ۲۲۰۲۰     | بخش رودبست، دهستان پازوار، روستای رضاکلا                                                                              |         |
| ۴۲ | ساختمان گمرک                     | بارگذاری تصویر | پهلوی اول            | ۱۳۹۶-۰۴-۱۴ | ۳۱۷۶۸     | بلوار طالقانی، روبروی بابلرود، جنب میدان مطهری                                                                        |         |

## بهشهر
| #  | نام                                      | تصویر          | قدمت                           | تاریخ ثبت  | شمارهٔ ثبت | موقعیت                                                                                                  | توضیحات                                                                         |
| -- | ---------------------------------------- | -------------- | ------------------------------ | ---------- | --------- | --- | ------------------------------------------------------------------------------- |
| 1  | باغ چهلستون- عمارت اشرف                  | بارگذاری تصویر | صفویه                          | ۱۳۱۰-۱۰-۱۵ | ۵۷        | بهشهر، بلوار شهید هاشمی نژاد                                                                            |                                                                                 |
| 2  | عمارت صفی‌آباد                            |                | صفویه                          | ۱۳۱۰-۱۰-۱۵ | ۵۸        | داخل شهر بهشهر، پایگاه نیروی هوائی                                                                      |                                                                                 |
| 3  | مجموع عباس‌آباد- سد و ساختمان داخل دریاچه |                | صفویه                          | ۱۳۴۶-۰۱-۲۳ | ۷۴۵       | گرگان، ۶ کیلومتری جنوب شرقی بهشهر ۳۶°۳۹′۴۸″شمالی ۵۳°۳۵′۴۰″شرقی / ۳۶٫۶۶۳۴۵°شمالی ۵۳٫۵۹۴۳۲°شرقی           |                                                                                 |
| 4  | غار هوتو کمربند                          | بارگذاری تصویر | پیش از تاریخ                   | ۱۳۴۶-۰۱-۲۳ | ۷۴۶       | غرب بهشهر، روستای تروجن، شهید آباد                                                                      |                                                                                 |
| 5  | گت تپه کش- تپه بزرگ بغل                  | بارگذاری تصویر | هزاره دو ق‌م                    | ۱۳۴۶-۰۱-۲۳ | ۷۴۷       | ۳ کیلومتری غرب بهشهر، روستای کوهستان                                                                    |                                                                                 |
| 6  | تپه کش                                   | بارگذاری تصویر | اواخر هزاره دو ق‌م              | ۱۳۴۶-۰۱-۲۳ | ۷۴۸       | نزدیک راه‌آهن، روستای کوهستان                                                                            |                                                                                 |
| 7  | چشمه عمارت                               |                | صفویه                          | ۱۳۵۲-۰۵-۰۹ | ۹۴۸       | بهشهر، بلوار شهید هاشمی نژاد، خیابان پاسداران، جنب آب و فاضلاب                                          |                                                                                 |
| 8  | باغ چهلستون واقع در شهرداری بهشهر        | بارگذاری تصویر | پهلوی                          | ۱۳۵۶-۰۷-۱۸ | ۱۵۳۷      | بهشهر، بلوار شهید هاشمی نژاد، ساختمان شهرداری                                                           |                                                                                 |
| 9  | ساختمان کانون فرهنگی تربیتی- مدرسه شاه   | بارگذاری تصویر | پهلوی                          | ۱۳۸۰-۰۷-۱۰ | ۴۱۷۶      | خ شهید هاشمی نژاد، جنب باغ                                                                              |                                                                                 |
| 10 | غارهای رستم‌کلا                           | بارگذاری تصویر | پیش از تاریخ                   | ۱۳۸۰-۱۲-۲۵ | ۵۴۰۳      | بخش جنوبی رستم کلا، دامنه کوه‌های هوتوکش                                                                 |                                                                                 |
| 11 | سیکاپل                                   | بارگذاری تصویر | قاجاریه                        | ۱۳۸۰-۱۲-۲۵ | ۵۴۰۴      | بخش شرقی شهر، محله قنبرآباد                                                                             |                                                                                 |
| 12 | قلعه شاه نشین آسیاب سر                   | بارگذاری تصویر | قرون اولیه اسلامی              | ۱۳۸۰-۱۲-۲۵ | ۵۴۰۵      | شمال غرب روستای آسیابسر                                                                                 |                                                                                 |
| 13 | گوهرتپه                                  | تصاویر بیشتر   | تاریخی                         | ۱۳۸۰-۱۲-۲۵ | ۵۴۰۶      | شمال غرب رستم کلا، کنار جاده بهشهر به نکا ۳۶°۴۰′۴۳″شمالی ۵۳°۲۴′۰۸″شرقی / ۳۶٫۶۷۸۶۳°شمالی ۵۳٫۴۰۲۱۶°شرقی   |                                                                                 |
| 14 | عمارت سیامی                              |                | قاجاریه                        | ۱۳۸۰-۱۲-۲۵ | ۵۴۰۷      | روستای گرجی محله - ضلع جنوبی تکیه میانده ۳۶°۴۰′۴۱″شمالی ۵۳°۲۶′۵۲″شرقی / ۳۶٫۶۷۸۱۷۸۵°شمالی ۵۳٫۴۴۷۸۹۱°شرقی | عمارتی ساخته شده منطبق با معماری گرجی - هم خانواده با عمارت صفی آباد و فرح آباد |
| 15 | بزپل                                     | بارگذاری تصویر | قاجاریه                        | ۱۳۸۰-۱۲-۲۵ | ۵۴۰۸      | جنوب شرقی بخش مرکزی قنبرآباد                                                                            |                                                                                 |
| 16 | تپه سرخدین                               | بارگذاری تصویر | تاریخی ـ اسلامی                | ۱۳۸۰-۱۲-۲۵ | ۵۴۰۹      | شمال روستای حسین‌آباد بهشهر                                                                              |                                                                                 |
| 17 | آتشکده کوسان                             | بارگذاری تصویر | قرون اولیه اسلامی              | ۱۳۸۰-۱۲-۲۵ | ۵۴۱۰      | شمال غرب روستای کوهستان                                                                                 |                                                                                 |
|    | بقعه امیر کمال الدین و میرشمس الدین      | بارگذاری تصویر | سده ی ۹ ه.ق                    | ۱۳۶۴-۰۵-۲۷ | ۱۶۷۱      | بخش مرکزی روستای کوهستان                                                                                |                                                                                 |
|    | مجموعه بناهای افغان‌نژاد                  | بارگذاری تصویر | قاجاریه                        | ۱۳۸۰-۱۲-۲۵ | ۵۴۱۱      | بخش قره طغان، روستای قره تپه ۳۶°۴۴′۱۶″شمالی ۵۳°۲۶′۰۷″شرقی / ۳۶٫۷۳۷۷۸°شمالی ۵۳٫۴۳۵۴۰°شرقی                |                                                                                 |
|    | حسینیه فرهی                              | بارگذاری تصویر | قاجاریه                        | ۱۳۸۰-۱۲-۲۵ | ۵۴۱۲      | مرکز شهر رستم کلا                                                                                       |                                                                                 |
|    | حسینیه شیخ علی‌زاده                       | بارگذاری تصویر | قاجاریه                        | ۱۳۸۰-۱۲-۲۵ | ۵۴۱۳      | جنوب شهر رستم کلا                                                                                       |                                                                                 |
|    | تپه شیخ عبدالخالق سواسری                 | بارگذاری تصویر | پیش از تاریخ ـ تاریخی ـ اسلامی | ۱۳۸۰-۱۲-۲۵ | ۵۴۱۴      | شمال روستای حسین‌آباد، کنار راه‌آهن بهشهر، بندر امیرآباد                                                  |                                                                                 |
|    | محوطه تاریخی فرهنگی قلعه پلنگان          | بارگذاری تصویر | اسلامی                         | ۱۳۸۰-۱۲-۲۵ | ۵۴۳۴      | داخل خلیج میانکاله                                                                                      |                                                                                 |
|    | محوطه تاریخی فرهنگی گم چال               | بارگذاری تصویر | پیش از تاریخ                   | ۱۳۸۰-۱۲-۲۵ | ۵۴۳۶      | ۳۰۰ متری شمال شرقی غار کمربند، روستای شهید آباد                                                         |                                                                                 |
|    | نمایان تپه                               | بارگذاری تصویر | تاریخی ـ اسلامی                | ۱۳۸۱-۰۷-۰۷ | ۶۲۷۰      | شمال شهر بخش مرکزی                                                                                      |                                                                                 |
|    | خانه شهریاری دو                          | بارگذاری تصویر | قاجاریه                        | ۱۳۸۱-۱۲-۱۷ | ۷۸۴۲      | بخش یانه سر، دهستان شهراء، روستای سرخ گریه                                                              |                                                                                 |
|    | خانه شهریاری یک                          | بارگذاری تصویر | قاجاریه                        | ۱۳۸۱-۱۲-۱۷ | ۷۸۴۴      | بخش یانه سر، دهستان شهراء، روستای یانه سر                                                               |                                                                                 |
|    | گورستان سفید چاه                         | تصاویر بیشتر   | تیموریان                       | ۱۳۸۱-۱۲-۱۷ | ۷۸۴۵      | بخش یانه سر، دهستان شهراء، روستای سفید چاه                                                              |                                                                                 |
|    | تپه چهل دین                              | بارگذاری تصویر | پیش از تاریخ ـ تاریخی ـ اسلامی | ۱۳۸۱-۱۲-۱۷ | ۷۸۵۳      | بخش مرکزی، روستای قره تپه                                                                               |                                                                                 |
|    | تپه موسی خان                             | بارگذاری تصویر | تاریخی ـ اسلامی                | ۱۳۸۱-۱۲-۱۷ | ۷۸۵۷      | بخش مرکزی، روستای امام ده                                                                               |                                                                                 |
|    | یخچال تپه شمالی                          | بارگذاری تصویر | اسلامی                         | ۱۳۸۲-۰۳-۱۰ | ۸۸۱۳      | بخش مرکزی، دهستان میانکاله، روستای حسین‌آباد                                                             |                                                                                 |
|    | تپه امام تقی                             | بارگذاری تصویر | اسلامی                         | ۱۳۸۲-۰۳-۱۰ | ۸۸۱۴      | بخش مرکزی، دهستان میانکاله، روستای حسین‌آباد                                                             |                                                                                 |
|    | جول تپه                                  | بارگذاری تصویر | تاریخی ـ اسلامی                | ۱۳۸۲-۰۳-۱۰ | ۸۸۱۵      | بخش مرکزی، دهستان میانکاله، روستای قره تپه                                                              |                                                                                 |
|    | تپه اکبرسه پشته                          | بارگذاری تصویر | تاریخی ـ اسلامی                | ۱۳۸۲-۰۳-۱۰ | ۸۸۱۷      | بخش مرکزی، دهستان میانکاله، روستای حسین‌آباد                                                             |                                                                                 |
|    | تپه سرخدین                               | بارگذاری تصویر | تاریخی                         | ۱۳۸۲-۰۳-۱۰ | ۸۸۱۸      | بخش مرکزی، دهستان میانکاله، روستای سرخدین                                                               |                                                                                 |
|    | یخچال تپه جنوبی                          | بارگذاری تصویر | تاریخی ـ اسلامی                | ۱۳۸۲-۰۳-۱۰ | ۸۸۱۹      | بخش مرکزی، دهستان میانکاله، روستای حسین‌آباد                                                             |                                                                                 |
|    | تپه مهتر کش                              | بارگذاری تصویر | تاریخی ـ اسلامی                | ۱۳۸۲-۰۵-۰۷ | ۹۳۶۷      | بخش مرکزی، دهستان میانکاله شرق، روستای قره تپه                                                          |                                                                                 |
|    | شغال تپه                                 | بارگذاری تصویر | تاریخی ـ اسلامی                | ۱۳۸۲-۰۵-۰۷ | ۹۳۶۸      | بخش مرکزی، دهستان میانکاله، روستای قره تپه                                                              |                                                                                 |
|    | خانه طهماسبی                             | بارگذاری تصویر | قاجاریه                        | ۱۳۸۵-۱۰-۰۳ | ۱۶۶۹۱     | بخش یانه سر، روستای سرخ گریوه                                                                           |                                                                                 |
|    | تپه جوانمرد                              | بارگذاری تصویر | دوره اشکانی                    | ۱۳۸۹-۰۶-۱۱ | ۳۰۲۷۳     | بخش مرکزی، روستای قره تپه                                                                               |                                                                                 |
| 41 | تکیه سلطانی                              | بارگذاری تصویر | قاجاریه                        | ۱۳۹۰-۱۰-۰۸ | ۳۰۹۶۷     | شهر رستمکلا                                                                                             |                                                                                 |
| 42 | آب‌انبار شاه عباسی                        | بارگذاری تصویر | صفویه                          | ۱۳۹۴-۰۷-۱۱ | ۳۱۳۸۳     | بلوار شهید هاشمی‌نژاد، جنب باغ شاه، انتهای بن‌بست سقایی                                                   |                                                                                 |
| 43 | حمام ملامحله                             | بارگذاری تصویر | قاجاریه                        | ۱۳۹۵-۰۸-۱۷ | ۳۱۵۹۰     | بخش مرکزی، شهر خلیل شهر، خیابان آیت‌الله رحمانی، ملا محله، جنب مسجد جامع                                 |                                                                                 |

## تنکابن
| #  | نام                         | تصویر          | قدمت                      | تاریخ ثبت  | شمارهٔ ثبت | موقعیت                                                                | توضیحات |
| -- | --------------------------- | -------------- | ------------------------- | ---------- | --------- | --------------------------------------------------------------------- | ------- |
| ۱  | ساختمان شهربانی             |                | پهلوی اول                 | ۱۳۵۳-۰۷-۰۲ | ۱۵۲۲      | تنکابن، خیابان امام، بعد از پل چشمه‌کیله، خیابان دکتر فاطمی            |         |
| ۲  | پل چشمه کیله                | تصاویر بیشتر   | پهلوی اول                 | ۱۳۷۹-۱۲-۲۵ | ۳۳۲۹      | تنکابن، خ امام                                                        |         |
| ۳  | محوطه کوره سر ۱             | بارگذاری تصویر | تاریخی ـ اسلامی           | ۱۳۸۰-۰۲-۱۸ | ۳۷۷۹      | بخش گلیجان، دهستان سلیمان‌آباد، روستای لاکتراشان                       |         |
|    | محوطه گورستانی جارمت        | بارگذاری تصویر | هزاره یکم ق.‌م             | ۱۳۸۰-۰۲-۱۸ | ۳۷۸۰      | بخش گلیجان، دهستان سلیمان‌آباد، روستای لاکتراشان                       |         |
|    | محوطه گورستانی جیرمت        | بارگذاری تصویر | پیش از اسلام ـ اسلامی     | ۱۳۸۰-۰۲-۱۸ | ۳۷۸۱      | بخش گلیجان، دهستان سلیمان‌آباد، یک کیلومتری جنوب غربی روستای لاکتراشان |         |
|    | بنای سنگی کوره سر           | بارگذاری تصویر | اسلامی                    | ۱۳۸۰-۰۲-۱۸ | ۳۷۸۲      | دهستان گلیجامان‌آباد، روستای لاکتراشان                                 |         |
|    | محوطه کوره سر۲              | بارگذاری تصویر | تاریخی ـ اسلامی           | ۱۳۸۰-۰۲-۱۸ | ۳۷۸۳      | دهستان گلیجان، سلیمان‌آباد، روستای لاکتراشان                           |         |
|    | محوطه و گورستان جیر لپه دشت | بارگذاری تصویر | هزاره یکم ق‌.م ـ اسلامی    | ۱۳۸۰-۰۲-۱۸ | ۳۷۸۵      | دهستان گیجان، سلیمان‌آباد، روستای لاکتراشان                            |         |
|    | عمارت شهرداری تنکابن        |                | پهلوی اول                 | ۱۳۸۰-۰۷-۱۰ | ۴۱۷۲      | ۵۰ متری غربی میدان امام                                               |         |
|    | خانه حاج خلیلی              | بارگذاری تصویر | پهلوی اول                 | ۱۳۸۰-۱۲-۱۹ | ۵۰۰۱      | خیابان شهید مطهری، نرسیده به مسجد ساعد تنکابن محله                    |         |
|    | پل فلزی نشتارود             | بارگذاری تصویر | پهلوی اول                 | ۱۳۸۶-۱۲-۲۶ | ۲۱۹۶۰     | بخش نشتا، شهر نشتارود، مرکز شهر                                       |         |
|    | قلعه تنکا                   | بارگذاری تصویر | قرن ۵ ه‍.ق                  | ۱۳۸۶-۱۲-۲۶ | ۲۱۹۶۲     | بخش خرم‌آباد، دهستان بلده، روستای قلعه گردن، تپه جنوبی قهوه‌خانه آبشار  |         |
|    | ساختمان ایستگاه تحقیقات     | بارگذاری تصویر | پهلوی اول                 | ۱۳۸۶-۱۲-۲۶ | ۲۱۹۶۵     | بخش خرم‌آباد، شهر خرم‌آباد، باغ کشاورزی                                 |         |
|    | پل قلعه گردن                | بارگذاری تصویر | صفویه                     | ۱۳۸۶-۱۲-۲۶ | ۲۱۹۶۹     | بخش خرم‌آباد، دهستان بلده، روستای قلعه گردن                            |         |
|    | پل زنگ شاه محله             | بارگذاری تصویر | اواخر قاجاریه             | ۱۳۸۶-۱۲-۲۶ | ۲۱۹۷۰     | بخش مرکزی، دهستان گلیجان، روستای زنگ شاه محله                         |         |
|    | پل فلزی ولی‌آباد             | بارگذاری تصویر | پهلوی اول                 | ۱۳۸۶-۱۲-۲۶ | ۲۱۹۷۱     | بخش مرکزی، دهستان میرشمس‌الدین، روستای ولی‌آباد                         |         |
|    | حوض و سکوی نهارخوران        | بارگذاری تصویر | اواخر قاجاریه             | ۱۳۸۶-۱۲-۲۶ | ۲۱۹۷۲     | بخش خرم‌آباد، شهر خرم‌آباد، محوطه باغ کشاورزی                           |         |
|    | پل علی‌آباد پایین            | بارگذاری تصویر | اواخر قاجاریه             | ۱۳۸۶-۱۲-۲۶ | ۲۱۹۷۸     | بخش مرکزی، دهستان گلیجان، روستای علی‌آباد پایین                        |         |
|    | مسجد گیل محله               | بارگذاری تصویر | قاجاریه                   | ۱۳۸۶-۱۲-۲۶ | ۲۱۹۷۹     | بخش مرکزی، دهستان گلیجان، روستای گیل محله محمدآباد                    |         |
|    | مسجد امیر اسعد              | بارگذاری تصویر | اواخر قاجاریه             | ۱۳۸۶-۱۲-۲۶ | ۲۱۹۸۰     | بخش خرم‌آباد، دهستان دوهزار، روستای بالا اُشتوج                         |         |
|    | پل دو دهانه خشت نو          | بارگذاری تصویر | اواخر قاجاریه             | ۱۳۸۶-۱۲-۲۶ | ۲۱۹۸۳     | بخش خرم‌آباد، دهستان بلده، روستای تشکون، محله هلوبن                    |         |
|    | حمام امیر اسعد              | بارگذاری تصویر | اواخر قاجاریه             | ۱۳۸۶-۱۲-۲۶ | ۲۱۹۸۵     | بخش خرم‌آباد، دهستان دوهزار، روستای بالا اُشتوج                         |         |
|    | پل رضا شاهی                 | بارگذاری تصویر | پهلوی اول                 | ۱۳۸۶-۱۲-۲۶ | ۲۱۹۹۰     | بخش خرم‌آباد، دهستان بلده، روستای قلعه گردن                            |         |
|    | مدرسه پهلوی سابق            | بارگذاری تصویر | پهلوی اول                 | ۱۳۸۶-۱۲-۲۶ | ۲۱۹۹۱     | شهر تنکابن، خ امام، ۵۰ متر بعد از میدان مرکزی شهر                     |         |
|    | پل فلزی چالَکرود             | بارگذاری تصویر | پهلوی اول                 | ۱۳۸۶-۱۲-۲۶ | ۲۱۹۹۲     | بخش مرکزی، دهستان گلیجان، روستای چالَکرود                              |         |
|    | دبیرستان سنایی              | بارگذاری تصویر | پهلوی اول                 | ۱۳۸۶-۱۲-۲۶ | ۲۱۹۹۴     | بخش خرم‌آباد، شهر خرم‌آباد، دبیرستان دولتی سنایی                        |         |
|    | پل فلزی شیرود               | بارگذاری تصویر | پهلوی اول                 | ۱۳۸۶-۱۲-۲۶ | ۲۱۹۹۷     | بخش مرکزی، دهستان گلیجان، روستای شیرود                                |         |
|    | پل علی‌آباد                  | بارگذاری تصویر | قاجاریه                   | ۱۳۸۶-۱۲-۲۶ | ۲۲۰۱۲     | بخش مرکزی، دهستان گلیجان، روستای علی‌آباد بالا                         |         |
|    | پل یک دهانه لپاسر           | بارگذاری تصویر | قاجاریه                   | ۱۳۸۶-۱۲-۲۶ | ۲۲۰۴۱     | بخش مرکزی، دهستان گلیجان، روستای لپاسر                                |         |
|    | پل روستای چالکش             | بارگذاری تصویر | قاجاریه                   | ۱۳۸۶-۱۲-۲۶ | ۲۲۰۴۲     | بخش مرکزی، دهستان گلیجان، روستای چالکش                                |         |
|    | حمام مکرود                  | بارگذاری تصویر | اواخر قاجاریه             | ۱۳۸۶-۱۲-۲۶ | ۲۲۰۴۴     | بخش نشتا، دهستان تمشکل، روستای مکرود                                  |         |
| ۳۲ | ساختمان اداره چای تنکابن    | بارگذاری تصویر | پهلوی اول                 | ۱۳۸۷-۰۶-۰۹ | ۲۳۱۴۷     | شهر تنکابن، خیابان تختی                                               |         |
| ۳۳ | حمام سی بن                  | بارگذاری تصویر | اواخر قاجار - اوایل پهلوی | ۱۳۹۵-۰۷-۲۶ | ۳۱۵۸۱     | بخش مرکزی، دهستان لنگارود، روستای سی بن                               |         |
| ۳۴ | حمام ماشاالله آباد          | بارگذاری تصویر | اواخر قاجار - اوایل پهلوی | ۱۳۹۶-۱۲-۱۶ | ۳۲۰۹۳     | بخش مرکزی، روستای ماشاالله آباد                                       |         |

## جویبار
| #  | نام                   | تصویر          | قدمت                           | تاریخ ثبت  | شمارهٔ ثبت | موقعیت                                                     | توضیحات |
| -- | --------------------- | -------------- | ------------------------------ | ---------- | --------- | ---------------------------------------------------------- | ------- |
| ۱  | پل تاریخی آزان        | بارگذاری تصویر | قاجاریه                        | ۱۳۷۹-۰۸-۱۶ | ۲۸۴۲      | روستای آزان بر رودخانه سیاهرود                             |         |
| ۲  | تپه دونه‌چال           | بارگذاری تصویر | هزاره یک ق‌م                    | ۱۳۸۱-۱۲-۱۷ | ۷۸۳۷      | بخش گیل خوران، دهستان چیکرود، روستای دونه چال              |         |
| ۳  | شاردین‌تپه             | بارگذاری تصویر | هزاره یک ق‌م                    | ۱۳۸۱-۱۲-۱۷ | ۷۸۴۰      | بخش مرکزی، دهستان حسن رضا، روستای بیزکی                    |         |
|    | تپه اسماعیل‌کلای بزرگ  | بارگذاری تصویر | هزاره یک ق‌م                    | ۱۳۸۱-۱۲-۱۷ | ۷۸۵۱      | بخش مرکزی، دهستان حسن رضا، روستای اسماعیل کلای بزرگ        |         |
|    | تپه شورکا             | بارگذاری تصویر | هزاره یک ق‌م                    | ۱۳۸۱-۱۲-۱۷ | ۷۸۵۲      | بخش مرکزی، دهستان سیاهرود، روستای شورکا                    |         |
|    | تپه حیدرآباد          | بارگذاری تصویر | هزاره اول قبل از میلاد         | ۱۳۸۱-۱۲-۱۷ | ۷۸۵۵      | بخش مرکزی، دهستان سیاهرود، روستای حیدر آباد                |         |
|    | تپه دین‌چفته‌سر         | بارگذاری تصویر | پیش از تاریخ ـ تاریخی ـ اسلامی | ۱۳۸۲-۰۷-۰۱ | ۱۰۲۶۱     | بخش گیل خوران، دهستان لاریم، روستای چفته سر (بالازرین کلا) |         |
|    | تپه دین‌بن             | بارگذاری تصویر | هزاره یک ق‌م تا اسلامی          | ۱۳۸۲-۰۷-۰۱ | ۱۰۲۶۲     | بخش گیل خوران، دهستان لاریم، روستای لاریم                  |         |
|    | تپه جن‌کتی             | بارگذاری تصویر | هزاره یک ق‌م                    | ۱۳۸۲-۰۷-۰۱ | ۱۰۲۶۳     | بخش مرکزی، دهستان سیاهرود، روستای چهارطاق بن               |         |
|    | محوطه باستانی انبارسر | بارگذاری تصویر | اسلامی                         | ۱۳۸۲-۰۷-۰۱ | ۱۰۲۶۴     | بخش گیل خوران، دهستان چپکرود، ۳۰۰ متری شمال روستای انبارسر |         |
|    | تپه دین لاریمی        | بارگذاری تصویر | هزاره یک ق‌م                    | ۱۳۸۲-۰۷-۰۱ | ۱۰۲۶۵     | بخش گیل خوران، دهستان چپکرود، روستای دونه چال              |         |
|    | تپه فوتم سنگ‌پل        | بارگذاری تصویر | هزاره یک ق‌م                    | ۱۳۸۲-۰۷-۰۱ | ۱۰۲۶۶     | بخش مرکزی، دهستان حسن رضا، روستای فوتم علیا                |         |
|    | امامزاده حبیب‌الله     | بارگذاری تصویر | قاجاریه                        | ۱۳۸۵-۱۲-۱۴ | ۱۷۷۹۱     | بخش مرکزی، دهستان حسن رضا، روستای کوکنده                   |         |
|    | تکیه چهل‌تن            | بارگذاری تصویر | قاجاریه                        | ۱۳۸۵-۱۲-۱۴ | ۱۷۷۹۳     | بخش مرکزی، دهستان حسن رضا، روستای کوکنده                   |         |
| ۱۵ | پل سیکان              |                | قاجاریه                        | ۱۳۸۶-۱۲-۲۶ | ۲۱۹۹۳     | بخش مرکزی، دهستان سیاه رود، روستای درویش محمد شاه          |         |
| ۱۶ | تکیه بیزکی            | بارگذاری تصویر | قاجاریه                        | ۱۳۸۶-۱۲-۲۶ | ۲۱۹۹۶     | بخش مرکزی، دهستان حسن رضا، روستای بیزکی                    |         |
| ۱۷ | سقانفار بیزکی         | بارگذاری تصویر | قاجاریه                        | ۱۳۸۶-۱۲-۲۶ | ۲۲۰۳۹     | بخش مرکزی، دهستان حسن رضا، روستای بیزکی                    |         |

## چالوس
| #  | نام                          | تصویر          | قدمت                 | تاریخ ثبت  | شمارهٔ ثبت | موقعیت                                           | توضیحات |
| -- | ---------------------------- | -------------- | -------------------- | ---------- | --------- | ------------------------------------------------ | ------- |
| ۱  | تپه باستانی کلار             |                | هزاره دو ق‌م ـ اسلامی | ۱۳۴۴-۰۹-۱۵ | ۴۸۹       | دهستان کلاردشت۵۰۰ متری روستای سراب               |         |
| ۲  | کاخ چای‌خوران                 | بارگذاری تصویر | پهلوی                | ۱۳۵۳-۱۲-۲۶ | ۱۰۴۵      | چالوس، محوطه کاخ، جنب داد گستری                  |         |
| ۳  | امامزاده حقانی               | بارگذاری تصویر | قرن ۸ ق              | ۱۳۸۰-۱۰-۱۱ | ۴۶۷۰      | بخش کلاردشت، مرکز شهر حسن کیف                    |         |
|    | ناهارخوران دزبن              |                | پهلوی اول            | ۱۳۸۱-۱۲-۱۷ | ۷۸۴۶      | بخش مرکزی، جنب جاده کندوان                       |         |
|    | ملک جوی در کلاردشت           | بارگذاری تصویر | اسلامی               | ۱۳۸۱-۱۲-۱۷ | ۷۸۵۰      | بخش کلاردشت، روستای رودبارک                      |         |
|    | پل زغال                      |                | پهلوی اول            | ۱۳۸۲-۰۳-۱۰ | ۸۸۰۵      | بخش مرکزی، جاده چالوس، مرزن آباد، جاده کندوان    |         |
|    | پل دوآب                      | بارگذاری تصویر | پهلوی اول            | ۱۳۸۲-۰۳-۱۰ | ۸۸۰۶      | بخش مرکزی، جاده چالوس، مرزن آباد، رودخانه چالوس  |         |
|    | هتل نیمه کاره کلاردشت        | بارگذاری تصویر | پهلوی اول            | ۱۳۸۵-۱۱-۲۳ | ۱۷۳۵۵     | شهر کلاردشت، جنب شهرداری                         |         |
|    | مدرسه پروین اعتصامی          | بارگذاری تصویر | پهلوئ                | ۱۳۸۵-۱۲-۱۵ | ۱۷۹۰۷     | شهر چالوس، خ امام خمینی، روبروی کلانتری شماره ۱۱ |         |
|    | بنای زکریا                   | بارگذاری تصویر | قرن ۸ ه‍.ق             | ۱۳۸۶-۱۲-۲۶ | ۲۱۹۶۱     | بخش کلاردشت، دهستان کلاردشت، روستای شکرکوه       |         |
|    | کاروانسرای کنودان            | بارگذاری تصویر | صفویه                | ۱۳۹۰-۱۰-۰۸ | ۳۰۷۴۷     | جاده کرج چالوس، بعد از تونل کندوان               |         |
| ۱۲ | بانک سپه چالوس               | بارگذاری تصویر | پهلوی                | ۱۳۹۴-۰۶-۱۵ | ۳۱۳۱۹     | شهر چالوس، خیابان امام خمینی                     |         |
| ۱۳ | مجموعه کارخانه حریربافی      | بارگذاری تصویر | پهلوی                | ۱۳۹۶-۰۹-۱۸ |           | خیابان امام، میدان نماز بازار روز جنب بهزیستی    |         |
| ۱۴ | کارخانه سرم‌سازی رازی کلاردشت | بارگذاری تصویر | پهلوی اول            | ۱۳۹۶-۰۹-۲۷ | ۳۱۸۸۹     | میدان حسن کیف، جنب اداره آتش‌نشانی                |         |

## رامسر
| # | نام                            | تصویر          | قدمت      | تاریخ ثبت  | شمارهٔ ثبت | موقعیت                                                                                                 | توضیحات |
| - | ------------------------------ | -------------- | --------- | ---------- | --------- | --- | ------- |
| ۱ | هتل بنیاد پهلوی هتل قدیم       | تصاویر بیشتر   | پهلوی     | ۱۳۵۲-۰۴-۳۰ | ۱۵۲۰      | رامسر، جنب هتل جدید ۳۶°۵۴′۰۹″شمالی ۵۰°۳۹′۳۲″شرقی / ۳۶٫۹۰۲۴۷°شمالی ۵۰٫۶۵۹۰۰°شرقی                        |         |
| ۲ | بلوار مقابل هتلهای رامسر       |                | پهلوی     | ۱۳۵۲-۱۰-۰۵ | ۱۵۲۱      | رامسر، بلوار معلم                                                                                      |         |
| ۳ | باغ رامسر و مستحدثات واقع درآن | تصاویر بیشتر   | پهلوی     | ۱۳۷۸-۰۲-۱۹ | ۲۳۲۳      | رامسر، جنب غربی هتل بزرگ رامسر، و برجنوبی خ رجائی                                                      |         |
| ۴ | قلعه مارکو                     |                | اسلامی    | ۱۳۷۹-۱۲-۲۵ | ۳۴۸۴      | دو کیلومتری روستای کتالم، مسیر جاده تلاوسر ۳۶°۵۱′۵۰″شمالی ۵۰°۴۴′۰۲″شرقی / ۳۶٫۸۶۳۸۸°شمالی ۵۰٫۷۳۳۹۳°شرقی |         |
| ۵ | ساختمان اداره فلاحت سابق رامسر | بارگذاری تصویر | پهلوی اول | ۱۳۸۰-۰۲-۱۸ | ۳۷۸۴      | شهر رامسر، انتهای غربی بلوار مطهری                                                                     |         |
| ۶ | مجموعه فرهنگی- تفریحی رامسر    | بارگذاری تصویر | پهلوی اول | ۱۳۸۱-۱۲-۱۷ | ۷۸۵۶      | رامسر، داخل شهر انتهای بلوار معلم                                                                      |         |

## ساری
| #  | نام                           | تصویر          | قدمت                             | تاریخ ثبت  | شمارهٔ ثبت | موقعیت | توضیحات |
| -- | ----------------------------- | -------------- | -------------------------------- | ---------- | --------- | --- | ------- |
| ۱  | آرامگاه امامزاده محمدرضا      | بارگذاری تصویر | قرون اولیه اسلامی                | ۱۳۱۰-۱۰-۱۵ | ۱۵۳       | داخل شهر، خیابان ملا مجدالدین                                                                                             |         |
| ۲  | آرامگاه ملا مجدالدین          | بارگذاری تصویر | اسلامی                           | ۱۳۱۰-۱۰-۱۵ | ۱۵۴       | داخل شهر، خیابان ملا مجدالدین، داخل گورستان ملامجد الدین ۳۶°۳۴′۱۵″شمالی ۵۳°۰۳′۴۸″شرقی / ۳۶٫۵۷۰۸۶°شمالی ۵۳٫۰۶۳۴۱°شرقی      |         |
| ۳  | برج رسکت                      | تصاویر بیشتر   | قرن ۵ ق                          | ۱۳۱۲-۰۵-۰۹ | ۱۹۳       | بخش دودانگه، دهستان محمدآباد، روستای رسکت                                                                                 |         |
|    | امامزاده یحیی                 |                | اوائل قرن ۹ ق                    | ۱۳۱۳-۰۴-۳۱ | ۲۱۱       | ساری، خ جمهوری، امامزاده بحیی                                                                                             |         |
|    | امامزاده زین العابدین         |                | اواخر قرن ۹ ق                    | ۱۳۱۳-۰۴-۳۱ | ۲۱۲       | ساری، خ جمهوری، امامزاده زین العابدین ۳۶°۳۳′۵۷″شمالی ۵۳°۰۳′۲۰″شرقی / ۳۶٫۵۶۵۸۰°شمالی ۵۳٫۰۵۵۶۱°شرقی                         |         |
|    | امامزاده عباس                 |                | قرن ۹ ق                          | ۱۳۲۱-۰۳-۲۰ | ۳۶۱       | داخل شهر، بلوار امام رضا، خیابان امامزاده عباس                                                                            |         |
|    | آب‌انبار میرزا مهدی            |                | افشاریه ـ زندیه                  | ۱۳۵۳-۰۸-۰۱ | ۱۰۰۵      | ساری، بخش مرکزی، دهستان میاندرود، روستای گلماء ۳۶°۳۴′۰۲″شمالی ۵۳°۰۳′۳۶″شرقی / ۳۶٫۵۶۷۲۱°شمالی ۵۳٫۰۶۰۰۲°شرقی                |         |
|    | آرامگاه گلما - درویش فخرالدین |                | قرن ۸ و ۹ ق                      | ۱۳۵۳-۱۲-۲۵ | ۱۰۲۷      | ۵–۵ کیلومتری ساری قریه گلما                                                                                               |         |
|    | امامزاده قاسم                 | بارگذاری تصویر | قرن ۸ و ۹ ق                      | ۱۳۵۳-۱۲-۲۵ | ۱۰۲۸      | ساری، بخش مرکزی، دهستان مذکوره، روستای عیسی خندق                                                                          |         |
|    | امامزاده صالح                 | بارگذاری تصویر | قرن ۹ ق                          | ۱۳۵۳-۱۲-۲۵ | ۱۰۲۹      | ساری، بخش مرکزی، دهستان رود پی جنوبی، روستای خارمیان                                                                      |         |
|    | امامزاده عیسی بن کاظم         | بارگذاری تصویر | قرن ۹ ق                          | ۱۳۵۳-۱۲-۲۵ | ۱۰۳۰      | ساری، بخش مرکزی، دهستان رود پی جنوبی، روستای خارمیان                                                                      |         |
|    | مجموعه تاریخی فرح‌آباد         | تصاویر بیشتر   | صفویه                            | ۱۳۵۵-۱۲-۱۶ | ۱۳۷۶      | بخش مرکزی، دهستان رود پی شمالی، روستای فرح آباد ۳۶°۲۸′۲۳″شمالی ۵۳°۳۸′۰۶″شرقی / ۳۶٫۴۷۳۰۵°شمالی ۵۳٫۶۳۵۱°شرقی                |         |
|    | ساختمان دارائی                | بارگذاری تصویر | پهلوی                            | ۱۳۵۶-۰۱-۲۲ | ۱۵۳۵      | ساری، ابتدای جاده گرگان                                                                                                   |         |
|    | پل تجن                        |                | پهلوی                            | ۱۳۵۴-۰۵-۰۸ | ۱۵۳۶      | داخل شهر ۳۶°۲۰′۰۷″شمالی ۵۳°۳۴′۰۳″شرقی / ۳۶٫۳۳۵۴۰°شمالی ۵۳٫۵۶۷۵°شرقی                                                       |         |
|    | شاطر گنبد                     | تصاویر بیشتر   | قرن ۹ ق                          | ۱۳۶۴-۰۵-۲۷ | ۱۶۷۰      | ساری، بخش مرکزی، دهستان کلیحان رستاق سفلی، روستای پائین دزا                                                               |         |
|    | بقعه امیر سید کمال‌الدین       | بارگذاری تصویر | قرن ۹ ق                          | ۱۳۶۴-۰۵-۲۷ | ۱۶۷۱      | روستای کوهستان |         |
|    | مسجد دودانگه علی‌آباد          |                | قاجاریه                          | ۱۳۷۵-۰۹-۲۵ | ۱۸۰۹      | روستای دودانگه علی‌آباد |         |
|    | خانه فاضلی                    | تصاویر بیشتر   | قاجاریه                          | ۱۳۷۷-۰۱-۱۶ | ۱۹۸۱      | محله آب انبار نو، مرکز شهر، روبروی آب انبار تو                                                                            |         |
|    | خانه کلبادی                   | تصاویر بیشتر   | اواخر قاجار                      | ۱۳۷۷-۰۸-۰۹ | ۲۱۴۸      | چهارراه برق، مرکز شهر، ساختمان اداره کل میراث فرهنگی مازندران ۳۶°۲۰′۰۸″شمالی ۵۳°۲۰′۴۳″شرقی / ۳۶٫۳۳۵۴۷°شمالی ۵۳٫۳۴۵۳۳°شرقی |         |
|    | مسجد جامع ساری                | تصاویر بیشتر   | قرون اولیه اسلامی ـ قاجاریه      | ۱۳۷۷-۱۲-۰۸ | ۲۲۷۲      | محله چناربن، مرکز شهر، داخل بازار نرگسیه                                                                                  |         |
|    | آب‌انبار نو                    | تصاویر بیشتر   | قاجاریه                          | ۱۳۷۸-۱۱-۰۵ | ۲۵۶۱      | خ انقلاب، محله نوانبار، مرکز شهر ۳۶°۳۳′۵۴″شمالی ۵۳°۰۳′۴۵″شرقی / ۳۶٫۵۶۵۱۰°شمالی ۵۳٫۰۶۲۶۱°شرقی                              |         |
|    | قلعه کنگو                     |                | اسلامی                           | ۱۳۷۹-۰۴-۲۲ | ۲۷۵۴      | بخش مرکزی، راستوپی، روستای کنگلو                                                                                          |         |
|    | بانک ملی ساری                 | بارگذاری تصویر | اوایل پهلوی                      | ۱۳۷۹-۱۱-۰۳ | ۳۰۳۱      | میدان شهرداری ۳۶°۲۰′۰۲″شمالی ۵۳°۲۱′۲۶″شرقی / ۳۶٫۳۳۳۹۲°شمالی ۵۳٫۳۵۷۱۵°شرقی                                                 |         |
|    | خشت‌پل                         | بارگذاری تصویر | قاجاریه                          | ۱۳۷۹-۱۲-۲۵ | ۳۰۴۴      | ۵ کیلومتری شمال جویبار |         |
|    | ساختمان فرمانداری رامسر       | بارگذاری تصویر | پهلوی اول                        | ۱۳۷۹-۱۲-۲۵ | ۳۳۲۶      | داخل شهر رامسر، جنب چشمه آب گرم رامسر                                                                                     |         |
|    | تپه قلعه پرچی‌کلا              | بارگذاری تصویر | تاریخی ـ اسلامی                  | ۱۳۷۹-۱۲-۲۵ | ۳۶۵۸      | ۷ کیلومتری شرق روستای پرچمی کالا ۳۶°۱۷′۲۹″شمالی ۵۳°۳۷′۴۷″شرقی / ۳۶٫۲۹۱۲۷°شمالی ۵۳٫۶۲۹۷۱°شرقی                              |         |
|    | تپه باستانی سمسکنده           | بارگذاری تصویر | هزاره اول ق‌م                     | ۱۳۷۹-۱۲-۲۵ | ۳۶۶۰      | بخش مرکزی، دهستان میاندورود، روستای سمسکنده                                                                               |         |
|    | خانه سردار جلیل               | بارگذاری تصویر | قاجاریه                          | ۱۳۸۰-۱۲-۲۵ | ۵۴۰۱      | خیابان جمهوری، کوچه سردار                                                                                                 |         |
|    | حمام وزیری                    |                | قاجاریه                          | ۱۳۸۱-۰۷-۰۷ | ۶۲۶۹      | ساری، خیابان انقلاب، کوچه آب انبار نو ۳۶°۲۰′۰۸″شمالی ۵۳°۲۰′۴۳″شرقی / ۳۶٫۳۳۵۴۷°شمالی ۵۳٫۳۴۵۳۳°شرقی                         |         |
|    | امامزاده تاج‌الدین             | بارگذاری تصویر | قرن ۹ ق                          | ۱۳۸۲-۰۷-۰۱ | ۱۰۲۸۴     | بخش دودانگه، دهستان فریم، روستای واو دره (درویش سرا)                                                                      |         |
|    | سبز تپه                       | بارگذاری تصویر | هزاره یک ق‌م تا قرون اولیه اسلامی | ۱۳۸۲-۰۷-۰۱ | ۱۰۲۸۵     | بخش مرکزی، دهستان رودپی شمالی، یک کیلومتری شمال شرقی روستای جره سر                                                        |         |
|    | تپه قلایا قلعه کتی            | بارگذاری تصویر | هزاره یک ق‌م و اسلامی             | ۱۳۸۲-۰۷-۰۱ | ۱۰۲۸۶     | بخش مرکزی، دهستان اسفیورد شورآب، ۴ کیلومتری جنوب شرق روستای پایین رودپشت                                                  |         |
|    | تپه فتاحی                     | بارگذاری تصویر | هزاره یک ق‌م تا اسلامی            | ۱۳۸۲-۰۷-۰۱ | ۱۰۲۸۷     | بخش مرکزی، دهستان رودپی جنوبی، ۵۰۰ متری شمال غرب روستای گالش کلا                                                          |         |
|    | تپه شرف الدین                 | بارگذاری تصویر | هزاره یک ق‌م                      | ۱۳۸۲-۰۷-۰۱ | ۱۰۲۸۸     | بخش مرکزی، دهستان رودپی جنوبی، یک کیلومتری شمال روستای امیر پائین                                                         |         |
|    | تپه تیموری                    | بارگذاری تصویر | هزاره یک ق‌م ـ اسلامی             | ۱۳۸۲-۰۷-۰۱ | ۱۰۲۸۹     | بخش مرکزی، دهستان رودپی جنوبی، ۵۰۰ متری شمال شرق روستای چمازک                                                             |         |
|    | تپه حاجی‌آباد                  | بارگذاری تصویر | هزاره یک ق‌م ـ اسلامی             | ۱۳۸۲-۰۷-۰۱ | ۱۰۲۹۰     | بخش مرکزی، دهستان رودپی جنوبی، شمال غربی روستای حاجی‌آباد                                                                  |         |
|    | تپه ملاق بن                   | بارگذاری تصویر | هزاره یک ق‌م                      | ۱۳۸۲-۰۷-۰۱ | ۱۰۲۹۱     | بخش مرکزی، دهستان اسفیورد شورآب، ۳ کیلومتری شمال شرق روستای تیرکلا                                                        |         |
|    | تپه سنگر                      | بارگذاری تصویر | هزاره یک ق‌م                      | ۱۳۸۲-۰۷-۰۱ | ۱۰۲۹۲     | بخش مرکزی، دهستان مذکوره، روستای دولت‌آباد                                                                                 |         |
|    | تپه گور کن                    | بارگذاری تصویر | هزاره اول قبل از میلاد           | ۱۳۸۲-۰۷-۰۱ | ۱۰۲۹۳     | بخش مرکزی، دهستان اسفیورد شورآب، ۳ کیلومتری شرق روستای ماچک پشت                                                           |         |
|    | دین تپه تیرکلا                | بارگذاری تصویر | هزاره یک ق‌م و اسلامی             | ۱۳۸۲-۰۷-۰۱ | ۱۰۲۹۴     | بخش مرکزی، دهستان اسفیورد شورآب، ۵۰۰ متری شمال روستای تیرکلا                                                              |         |
|    | تپه سرشرفدارکلا               | بارگذاری تصویر | هزاره یک ق‌م ـ تاریخی             | ۱۳۸۲-۰۷-۰۱ | ۱۰۲۹۵     | بخش مرکزی، دهستان اسفیورد شورآب، روستای شرفدار کلا                                                                        |         |
|    | تپه گل نشین                   | بارگذاری تصویر | هزاره یک ق‌م                      | ۱۳۸۲-۰۷-۰۱ | ۱۰۲۹۶     | بخش مرکزی، دهستان رودپی جنوبی، شرق روستای گل نشین                                                                         |         |
|    | حمام فرح‌آباد                  |                | قاجاریه                          | ۱۳۸۳-۱۱-۱۰ | ۱۱۳۴۷     | بخش مرکزی، دهستان رودپی شمال، روستای فرح آباد                                                                             |         |
|    | حمام اصفهانی                  | بارگذاری تصویر | قاجاریه                          | ۱۳۸۴-۰۴-۰۵ | ۱۱۹۴۷     | ساری، خیابان جمهوری اسلامی، کوچه بازار نرگسیه                                                                             |         |
|    | حمام درویشعلی خان             | بارگذاری تصویر | قاجاریه                          | ۱۳۸۴-۰۵-۱۱ | ۱۲۵۴۷     | ساری، ابتدای خ مدرس |         |
|    | کاروان‌سرای حضرت               | بارگذاری تصویر | قاجاریه                          | ۱۳۸۴-۰۵-۱۱ | ۱۲۵۴۸     | ساری، میدان ساعت، خ جمهوری اسلامی، کوچه بهرام اتر                                                                         |         |
|    | خانه رمدانی                   | بارگذاری تصویر | قاجاریه                          | ۱۳۸۴-۰۵-۱۱ | ۱۲۵۴۹     | ساری، محله آب انبار نو |         |
|    | حمام صادق خان                 | بارگذاری تصویر | قاجاریه                          | ۱۳۸۴-۰۵-۱۱ | ۱۲۵۵۰     | ساری، داخل شهر، کوچه جهان‌نما، کوچه قلیچ                                                                                   |         |
|    | ساختمان شیلات                 | بارگذاری تصویر | پهلوی                            | ۱۳۸۵-۱۰-۰۳ | ۱۶۶۹۴     | شهر ستان ساری، بخش مرکزی، دهستان رودپی شمالی، روستای فرح آباد                                                             |         |
|    | امامزاده شمس الدین            | بارگذاری تصویر | صفویه                            | ۱۳۸۵-۱۰-۰۳ | ۱۶۶۹۶     | بخش چهار دانگه، دهستان چهاردانگه، روستای کوات                                                                             |         |
|    | حمام هشتی                     |                | قاجاریه                          | ۱۳۸۵-۱۰-۰۳ | ۱۶۶۹۷     | بخش دودانگه، دهستان فریم، روستای پهندر                                                                                    |         |
|    | تپه شاه‌نشین                   |                | سلجوقی                           | ۱۳۸۵-۱۲-۱۴ | ۱۷۷۹۷     | بخش دودانگه، یک کیلومتری شرق روستای رسکت سفلی                                                                             |         |
|    | حسینیه عباس خانی              | بارگذاری تصویر | قاجاریه                          | ۱۳۸۶-۰۸-۲۷ | ۲۰۲۸۰     | شهر ساری، خیابان انقلاب، محله آب انبارنو                                                                                  |         |
|    | حمام تیلک                     | بارگذاری تصویر | قاجاریه                          | ۱۳۸۶-۱۱-۰۹ | ۲۰۶۶۵     | بخش چهاردانگه، دهستان چهاردانگه، روستای تیلک                                                                              |         |
|    | حمام قلعه                     | بارگذاری تصویر | قاجاریه                          | ۱۳۸۶-۱۱-۰۹ | ۲۰۶۷۰     | بخش چهاردانگه، دهستان چهاردانگه، روستای قلعه                                                                              |         |
|    | حمام سواسره                   | بارگذاری تصویر | قاجاریه                          | ۱۳۸۶-۱۱-۰۹ | ۲۰۶۷۲     | بخش چهاردانگه، دهستان چهاردانگه، روستای سواسره                                                                            |         |
|    | حمام تیله بن                  | بارگذاری تصویر | قاجاریه                          | ۱۳۸۶-۱۱-۰۹ | ۲۰۶۷۵     | بخش چهاردانگه، دهستان چهاردانگه، جنوب شرقی روستای تیله بن                                                                 |         |
|    | آسیاب آبی                     |                | پهلوی                            | ۱۳۸۶-۱۱-۰۹ | ۲۰۶۷۷     | بخش چهاردانگه، دهستان چهاردانگه، روستای پایین ده                                                                          |         |
|    | محوطه آشوب شهر                | بارگذاری تصویر | قرون اولیه اسلامی                | ۱۳۸۶-۱۱-۰۹ | ۲۰۶۷۹     | بخش مرکزی، دهستان چهاردانگه، روستای بالاده                                                                                |         |
|    | محوطه لنگر سرا                | بارگذاری تصویر | قرون اولیه اسلامی                | ۱۳۸۶-۱۱-۰۹ | ۲۰۶۸۶     | بخش مرکزی، دهستان چهاردانگه، روستای بالاده                                                                                |         |
|    | مسجد تیلک                     | بارگذاری تصویر | قاجاریه                          | ۱۳۸۶-۱۱-۰۹ | ۲۰۶۸۹     | بخش چهاردانگه، دهستان چهاردانگه، روستای تیلک                                                                              |         |
|    | تپه‌هاشم لیسه                  | بارگذاری تصویر | قرون میانه اسلامی                | ۱۳۸۶-۱۲-۰۷ | ۲۱۵۶۵     | بخش چهاردانگه، دهستان چهاردانگه، ۵۰ م غرب روستای بالاده                                                                   |         |
|    | بنای میر میکاییل              | بارگذاری تصویر | قرن ۷ و ۸ ه‍.ق                     | ۱۳۸۶-۱۲-۲۶ | ۲۱۹۳۷     | بخش چهاردانگه، دهستان چهاردانگه، روستای تیله بن                                                                           |         |
|    | تروک تپه ۱                    | بارگذاری تصویر | ساسانی                           | ۱۳۸۶-۱۲-۲۶ | ۲۱۹۳۸     | بخش چهاردانگه، دهستان چهاردانگه، روستای بالاده                                                                            |         |
|    | تروک تپه ۲                    | بارگذاری تصویر | ساسانی                           | ۱۳۸۶-۱۲-۲۶ | ۲۱۹۳۹     | بخش چهاردانگه، دهستان چهاردانگه، روستای بالاده                                                                            |         |
|    | تپه گنج وجون ۲                | بارگذاری تصویر | آهن                              | ۱۳۸۶-۱۲-۲۶ | ۲۱۹۴۰     | بخش چهاردانگه، دهستان چهاردانگه، روستای تیله بن                                                                           |         |
|    | تپه ساعت وا                   | بارگذاری تصویر | قرون اولیه اسلامی                | ۱۳۸۶-۱۲-۲۶ | ۲۱۹۴۱     | بخش چهاردانگه، دهستان چهاردانگه، روستای بالاده                                                                            |         |
|    | تپه فک بن                     | بارگذاری تصویر | آهن                              | ۱۳۸۶-۱۲-۲۶ | ۲۱۹۴۲     | بخش چهاردانگه، دهستان چهاردانگه، روستای بالاده                                                                            |         |
|    | کفش دوزتپه                    | بارگذاری تصویر | آهن                              | ۱۳۸۶-۱۲-۲۶ | ۲۱۹۴۳     | بخش چهاردانگه، دهستان چهاردانگه، روستای بالاده                                                                            |         |
|    | ملک تپه شرقی                  | بارگذاری تصویر | آهن                              | ۱۳۸۶-۱۲-۲۶ | ۲۱۹۴۴     | بخش چهاردانگه، دهستان چهاردانگه، روستای بالاده                                                                            |         |
|    | تپه گنج وجون ۱                | بارگذاری تصویر | آهن                              | ۱۳۸۶-۱۲-۲۶ | ۲۱۹۴۵     | بخش چهاردانگه، دهستان چهاردانگه، روستای تیله بن                                                                           |         |
|    | محوطه پیر درویش               | بارگذاری تصویر | ساسانی ـ قرون اولیه اسلامی       | ۱۳۸۶-۱۲-۲۶ | ۲۱۹۴۷     | بخش چهاردانگه، دهستان چهاردانگه، روستای بالاده                                                                            |         |
|    | سقانفار سقندین‌کلا             | بارگذاری تصویر | قاجاریه                          | ۱۳۸۶-۱۲-۲۶ | ۲۱۹۶۴     | بخش کلیجان رستاق، دهستان کلیجان رستاق علیا، روستای سقندین کلا                                                             |         |
|    | دین‌تپه                        | بارگذاری تصویر | اواخر ساسانی ـ اوایل اسلامی      | ۱۳۸۶-۱۲-۲۶ | ۲۱۹۹۸     | بخش چهاردانگه، دهستان چهاردانگه، روستای بالاده                                                                            |         |
|    | تپه قلعه گردن                 | بارگذاری تصویر | سلجوقی                           | ۱۳۸۶-۱۲-۲۶ | ۲۲۰۰۶     | بخش چهاردانگه، دهستان چهاردانگه، روستای بالاده                                                                            |         |
|    | محوطه چهل سرا                 | بارگذاری تصویر | ساسانی                           | ۱۳۸۶-۱۲-۲۶ | ۲۲۰۰۷     | بخش چهاردانگه، دهستان چهاردانگه، روستای بالاده                                                                            |         |
|    | دینه سرتپه                    | بارگذاری تصویر | آهن                              | ۱۳۸۶-۱۲-۲۶ | ۲۲۰۰۹     | بخش چهاردانگه، دهستان چهاردانگه، روستای بالاده                                                                            |         |
|    | خراط تپه                      | بارگذاری تصویر | ساسانی                           | ۱۳۸۶-۱۲-۲۶ | ۲۲۰۱۰     | بخش چهاردانگه، دهستان چهاردانگه، روستای بالاده                                                                            |         |
|    | تپه طاق سرلنگه                | بارگذاری تصویر | ساسانی                           | ۱۳۸۶-۱۲-۲۶ | ۲۲۰۱۱     | بخش چهاردانگه، دهستان چهاردانگه، روستای بالاده                                                                            |         |
|    | تپه گل باغ                    | بارگذاری تصویر | سلجوقی                           | ۱۳۸۶-۱۲-۲۶ | ۲۲۰۱۳     | بخش چهاردانگه، دهستان چهاردانگه، روستای تیله بن                                                                           |         |
|    | ملک تپه غربی                  | بارگذاری تصویر | آهن                              | ۱۳۸۶-۱۲-۲۶ | ۲۲۰۱۵     | بخش چهاردانگه، دهستان چهاردانگه، روستای بالاده                                                                            |         |
|    | تپه بامشی هلوم                | بارگذاری تصویر | قرون اولیه اسلامی                | ۱۳۸۶-۱۲-۲۶ | ۲۲۰۱۶     | بخش چهاردانگه، دهستان چهاردانگه، روستای بالاده                                                                            |         |
|    | بنا عبدالله                   | بارگذاری تصویر | قاجاریه                          | ۱۳۸۶-۱۲-۲۶ | ۲۲۰۴۸     | بخش مرکزی، دهستان کلیجان رستاق سفلی، روستای پایین کولا                                                                    |         |
|    | حمام حاج مصطفی                | بارگذاری تصویر | قاجاریه                          | ۱۳۸۷-۰۸-۲۵ | ۲۳۸۶۶     | بخش مرکزی، دهستان میاندرود کوچک، روستای زرین آباد علیا                                                                    |         |
|    | میدان شهدا                    | بارگذاری تصویر | معاصر                            | ۱۳۸۷-۱۱-۲۱ | ۲۴۳۸۷     | شهر ساری، میدان شهدا |         |
|    | شهرداری ساری                  | بارگذاری تصویر | پهلوی اول                        | ۱۳۸۸-۱۱-۱۳ | ۲۹۳۷۷     | داخل شهر، میدان شهرداری، ساختمان شهرداری                                                                                  |         |
|    | آرامگاه سید جلال‌الدین         | بارگذاری تصویر | قرون میانی و متاخر               | ۱۳۱۰-۱۰-۱۵ | ۳۰۳۱۴     | بخش مرکزی، روستای زرگرباغ                                                                                                 |         |
|    | امامزاده درویش                | بارگذاری تصویر | دوره اسلامی و متاخر              | ۱۳۹۰-۰۳-۲۴ | ۳۰۳۱۵     | بخش دودانگه، روستای سودکلا                                                                                                |         |
|    | سقانفار ماچک پشت              | بارگذاری تصویر | قاجار                            | ۱۳۹۱-۰۶-۱۶ | ۳۰۹۶۶     | بخش مرکزی، دهستان اسفیورد شورآب، روستای ما چک                                                                             |         |
|    | خانه حاج شیخ صفر علی ناظری    | بارگذاری تصویر | قاجار                            | ۱۳۹۳-۱۱-۱۸ | ۳۱۲۰۹     | بخش مرکزی، داخل شهر، خیابان انقلاب، محله آب انبار نو                                                                      |         |
|    | حمام دینه سر ساری             | بارگذاری تصویر | قاجار                            | ۱۳۹۴-۱۱-۰۶ | ۳۱۳۸۱     | بخش دودانگه، دهستان فریم، روستای دینه سر                                                                                  |         |
|    | پل خشت نو                     | بارگذاری تصویر | قاجار                            | ۱۳۹۴-۱۱-۰۷ | ۳۱۳۸۴     | بخش مرکزی، دهستان میانرود کوچک، یک کیلومتری شمال غرب مرمت                                                                 |         |
|    | محوطه باستانی وستمین          | بارگذاری تصویر | اشکانی                           | ۱۳۹۴-۰۷-۱۸ | ۳۱۳۳۸     | بخش چهاردانگه، دهستان چهاردانگه، سه کیلومتری، شمال روستای وستمین                                                          |         |
|    | حمام پرکوه                    | بارگذاری تصویر | قاجار                            | ۱۳۹۵-۰۸-۰۴ | ۳۱۵۸۳     | بخش دودانگه، دهستان فریم، روستای پرکوه                                                                                    |         |
| ۹۵ | ایستگاه راه‌آهن                | بارگذاری تصویر | پهلوی اول                        | ۱۳۹۶-۰۴-۱۴ | ۳۱۷۶۷     | شهر ساری، بلوار عسگری محمدیان، نرسیده به پل شهید نبوی، ضلع جنوبی پادگان ساری                                              |         |
| ۹۶ | راه‌آهن سراسری جنوب به شمال    | بارگذاری تصویر | پهلوی                            | ۱۳۹۶-۰۹-۲۹ | ۳۱۹۰۶     | بندر امام تا بندر ترکمن                                                                                                   |         |
| ۹۷ | خانه میرگتی                   | بارگذاری تصویر | قاجار                            | ۱۳۹۶-۱۱-۱۶ | ۳۲۰۹۲     | خیابان انقلاب، محله آب انبار نو، بعد از موزه کلبادی                                                                       |         |

## سوادکوه
| #  | نام                          | تصویر          | قدمت          | تاریخ ثبت  | شمارهٔ ثبت | موقعیت                                                                                              | توضیحات |
| -- | ---------------------------- | -------------- | ------------- | ---------- | --------- | --------------------------------------------------------------------------------------------------- | ------- |
| ۱  | برج لاجیم                    | تصاویر بیشتر   | قرن ۵ ق       | ۱۳۱۳-۱۱-۰۴ | ۱۸۵       | بخش مرکزی، دهستان کسیلیان، روستای لاجیم ۳۶°۰۹′۱۱″شمالی ۵۳°۳۷′۲۸″شرقی / ۳۶٫۱۵۲۹۲°شمالی ۵۳٫۶۲۴۳۱°شرقی |         |
| ۲  | قلعه کنگلو                   | تصاویر بیشتر   | ساسانیان      | ۱۳۷۹-۰۴-۲۲ | ۲۲۵۴      | بخش مرکزی، دهستان راستوپی، روستای کنگلو                                                             |         |
| ۳  | محله قدیمی آلاشت             | تصاویر بیشتر   | پهلوی         | ۱۳۴۸-۰۴-۱۹ | ۸۶۷       | بخش مرکزی، دهستان ولوه ی، قریه آلاشت                                                                |         |
|    | پل ورسک                      | تصاویر بیشتر   | پهلوی         | ۱۳۵۶-۰۷-۱۸ | ۱۵۳۴      | سوادکوه، بخش مرکزی، دهستان راستوپی، روستای ورسک                                                     |         |
|    | امامزاده شاهبالو زاهد دهمیان | بارگذاری تصویر | قرن ۱۰ ق      | ۱۳۶۲-۰۸-۱۵ | ۱۶۴۲      | سوادکوه، بخش مرکزی، دهستان راستوپی، روستای دهمیان                                                   |         |
|    | کاروان‌سرای گدوک              | بارگذاری تصویر | صفویه         | ۱۳۷۹-۰۷-۱۶ | ۲۷۹۵      | ۲۵۰متری جاده اصلی سوادکوه به فیروزکوه، جنب راهدار خانه گدوک                                         |         |
|    | پل سنگی شاهپور               | بارگذاری تصویر | صفویه ـ پهلوی | ۱۳۷۹-۱۲-۲۵ | ۳۶۶۱      | به فاصله ۹ کیلومتری شمال شیرگاه، جنب جاده سواد کوه، قائمشهر                                         |         |
|    | پل شیرگاه                    |                | صفوی          | ۱۳۷۹-۱۲-۲۵ | ۳۶۶۲      | داخل شهر شهر شیرگاه، جنب بانک ملی                                                                   |         |
|    | غار اسپهبد خورشید            | تصاویر بیشتر   | پیش از اسلام  | ۱۳۸۱-۱۲-۱۷ | ۷۸۳۹      | ۳ کیلومتری، سه راهی سواد کوه، فیروز کوه سمت راست جاده خطیر کوه                                      |         |
|    | کلیسای سرخ‌آباد               |                | پهلوی اول     | ۱۳۸۲-۰۵-۰۷ | ۹۲۷۱      | جاده فیروز کوه، کنار جاده نزدیک روستای سرخ‌آباد                                                      |         |
|    | قلعه چهل در                  | بارگذاری تصویر | قرن ۶ و ۷ ق   | ۱۳۸۳-۱۱-۱۰ | ۱۱۳۴۵     | بخش مرکزی، دهستان راستوپی، روستای ورسک، جنب پل راه‌آهن                                               |         |
|    | پل بالو                      | بارگذاری تصویر | صفویه         | ۱۳۸۳-۱۲-۲۴ | ۱۱۵۳۲     | بخش شیرگاه، دهستان شرق و غرب شیرگاه، محله سرتپه شیرگاه                                              |         |
|    | قلعه رواتسر                  | بارگذاری تصویر | قرن ۶ و ۷ ق   | ۱۳۸۳-۱۲-۲۴ | ۱۱۵۳۴     | بخش مرکزی، دهستان راستوپی، روستای رواتسر                                                            |         |
|    | قلعه کسیلیان                 | بارگذاری تصویر | قرن ۶ و ۷ ق   | ۱۳۸۳-۱۲-۲۴ | ۱۱۵۳۵     | بخش مرکزی، دهستان سرخ کلا، ۱۰ کیلومتری شرق روستای سرخ کلا                                           |         |
|    | پل راه‌آهن سرتپه              |                | پهلوی اول     | ۱۳۸۴-۰۵-۲۲ | ۱۳۰۸۶     | بخش شیرگاه، دهستان غرب و شرق شیرگاه، محله سرتپه                                                     |         |
|    | پل راه‌آهن سرخ‌آباد            | بارگذاری تصویر | پهلوی اول     | ۱۳۸۴-۰۵-۲۲ | ۱۳۰۸۷     | بخش مرکزی، دهستان راستوپی، روستای سرخ‌آباد                                                           |         |
|    | پل ۲۲۷ ـ تیر۱۷               | بارگذاری تصویر | پهلوی اول     | ۱۳۸۴-۰۵-۲۲ | ۱۳۰۸۸     | بخش مرکزی، دهستان راستوپی، حوالی شور آب                                                             |         |
|    | پل ۲۴۷ ـ تیر۷سوادکوه         | بارگذاری تصویر | پهلوی اول     | ۱۳۸۴-۰۵-۲۲ | ۱۳۰۸۹     | بخش مرکزی، دهستان راستوپی، حدفاصل ایستگاه ورسک، پاسگاه انتظامی ورسک                                 |         |
|    | پل راه‌آهن آوریم              |                | پهلوی اول     | ۱۳۸۴-۰۵-۲۲ | ۱۳۰۹۰     | بخش مرکزی، دهستان راستوپی، روستای آوریم                                                             |         |
|    | پل دروازه چشمه شورآب         | بارگذاری تصویر | پهلوی اول     | ۱۳۸۴-۰۵-۲۲ | ۱۳۰۹۱     | بخش مرکزی، دهستان راستوپی، روستای شورآب                                                             |         |
|    | پل ۳۱۲ ـ تیر۲                | بارگذاری تصویر | پهلوی اول     | ۱۳۸۴-۰۵-۲۲ | ۱۳۰۹۲     | بخش شیرگاه، دهستان شرق و غرب شیرگاه، محله سرتپه                                                     |         |
|    | پل ۲۳۵ ـ تیر۱                | بارگذاری تصویر | پهلوی اول     | ۱۳۸۴-۰۵-۲۲ | ۱۳۰۹۳     | بخش مرکزی، دهستان راستوپی، نزدیک روستای ورسک                                                        |         |
|    | پل راه‌آهن دوگل               | بارگذاری تصویر | پهلوی اول     | ۱۳۸۴-۰۵-۲۲ | ۱۳۰۹۴     | بخش مرکزی، دهستان راستوپی، روستای دوگل                                                              |         |
|    | پل ۲۷۶ ـ تیر۴                |                | پهلوی اول     | ۱۳۸۴-۰۵-۲۲ | ۱۳۰۹۵     | دهستان راستوپی، حدفاصل ایستگاه‌های راه‌آهن سواد کوه، پل سفید                                          |         |
|    | پل کوچک راه‌آهن ورسک          | بارگذاری تصویر | پهلوی اول     | ۱۳۸۴-۰۵-۲۲ | ۱۳۰۹۶     | بخش مرکزی، دهستان راستوپی، بر روی جاده تهران، شمال (روستای ورسک)                                    |         |
|    | پل ۲۶۸ ـ تیر۱۶               | بارگذاری تصویر | پهلوی اول     | ۱۳۸۴-۰۵-۲۲ | ۱۳۰۹۷     | بخش مرکزی، دهستان راستوپی، حد فاصل ایستگاه‌های دوآب و سرخ‌آباد                                        |         |
|    | پل راه‌آهن ۲۳۰ ـ تیر۸         | بارگذاری تصویر | پهلوی اول     | ۱۳۸۴-۰۵-۲۲ | ۱۳۰۹۸     | بخش مرکزی، دهستان راستوپی، حد فاصل راه‌آهن دو گل و ورسک                                              |         |
|    | پل ۲۵۷ ـ تیر۱۰               | بارگذاری تصویر | پهلوی اول     | ۱۳۸۴-۰۵-۲۲ | ۱۳۰۹۹     | بخش مرکزی، دهستان راستوپی، حد فاصل ایستگاه‌های سواد کوه و سرخ‌آباد، جنب تیر۱۰                         |         |
|    | پل راه‌آهن کیلومتر ۲۳۳        | بارگذاری تصویر | پهلوی اول     | ۱۳۸۴-۰۵-۲۲ | ۱۳۱۰۰     | بخش مرکزی، دهستان راستوپی، نزدیکی روستای ورسک، حدفاصل ایستگاه‌های راه‌آهن دوگل و ورسک                 |         |
|    | پل ۲۳۰ ـ تیر ۲               | بارگذاری تصویر | پهلوی اول     | ۱۳۸۴-۰۵-۲۵ | ۱۳۳۸۳     | بخش مرکزی، بین ایستگاه‌های راه‌آهن دوگل و ورسک، جنب تیر ۲                                             |         |
|    | پل ۲۵۴                       | بارگذاری تصویر | پهلوی اول     | ۱۳۸۴-۱۱-۰۹ | ۱۴۱۲۵     | دهستان راستوپی، کیلومتری ۲۵۴ راه‌آهن ناحیه شمال، جنب تیر۴                                            |         |
|    | پل راه‌آهن کیلومتر ۲۳۱        | بارگذاری تصویر | پهلوی اول     | ۱۳۸۴-۱۱-۰۹ | ۱۴۱۲۶     | دهستان راستوپی، روستای ورسک، کیلومتری ۲۳۱ راه‌آهن ناحیه، شمال تیر ۱                                  |         |
|    | پل ۲۶۷                       | بارگذاری تصویر | پهلوی اول     | ۱۳۸۴-۱۱-۰۹ | ۱۴۱۲۷     | دهستان راستوپی، پل۲۶۷ راه‌آهن ناحیه، شمال تیر۱۷                                                      |         |
|    | پل ۲۳۴ ـ تیر۹                | بارگذاری تصویر | پهلوی اول     | ۱۳۸۴-۱۱-۰۹ | ۱۴۱۲۸     | دهستان راستوپی، کیلومتری ۲۳۴، جنب تیر ۹                                                             |         |
|    | پل ۲۳۴ ـ جنب تیر۱            | بارگذاری تصویر | پهلوی اول     | ۱۳۸۴-۱۱-۰۹ | ۱۴۱۲۹     | دهستان راستوپی، کیلومتری ۲۳۴ راه‌آهن شمال، جنب تیر ۱                                                 |         |
|    | بنای ایستگاه راه‌آهن سواد کوه |                | پهلوی اول     | ۱۳۸۴-۱۱-۰۹ | ۱۴۱۳۰     | بخش مرکزی، دهستان راستوپی، روستای دوآب                                                              |         |
|    | پل راه‌آهن ۲۶۸                | بارگذاری تصویر | پهلوی اول     | ۱۳۸۴-۱۱-۰۹ | ۱۴۱۳۱     | دهستان راستوپی، کیلومتری ۲۶۸ راه‌آهن ناحیه شمال، جنب تیر ۱۰                                          |         |
|    | بنای ایستگاه راه‌آهن گدوک     |                | پهلوی اول     | ۱۳۸۴-۱۱-۰۹ | ۱۴۱۳۲     | بخش مرکزی، دهستان راستوپی، روستای گدوک                                                              |         |
|    | پل ۲۷۸                       | بارگذاری تصویر | پهلوی اول     | ۱۳۸۴-۱۱-۰۹ | ۱۴۱۳۳     | بخش مرکزی، کیلومتری ۲۷۸ راه‌آهن ناحیه شمال، جنب تیر ۸                                                |         |
|    | پل راه‌آهن ک م ۲۳۴            | بارگذاری تصویر | پهلوی اول     | ۱۳۸۴-۱۱-۰۹ | ۱۴۱۳۴     | دهستان راستوپی، روستای ورسک، کیلومتری ۲۳۴ راه‌آهن ناحیه شمال، جنب تیر ۶                              |         |
|    | پل راه‌آهن ک م ۲۶۲            | بارگذاری تصویر | پهلوی اول     | ۱۳۸۴-۱۱-۰۹ | ۱۴۱۳۵     | دهستان راستوپی، روستای دو آب، کیلومتری ۲۶۲ راه‌آهن شمال، جنب تیر ۱۲                                  |         |
|    | ترانشه ک م ۲۶۶               | بارگذاری تصویر | پهلوی اول     | ۱۳۸۴-۱۱-۰۹ | ۱۴۱۳۶     | دهستان راستوپی، کیلومتری ۲۶۶ راه‌آهن ناحیه شمال جنب تیر ۱۵                                           |         |
|    | بنای ایستگاه راه‌آهن دوگل     |                | پهلوی اول     | ۱۳۸۴-۱۱-۰۹ | ۱۴۱۳۷     | بخش مرکزی، دهستان راستوپی، روستای دوگل                                                              |         |
|    | بنای ایستگاه راه‌آهن ورسک     | بارگذاری تصویر | پهلوی اول     | ۱۳۸۴-۱۱-۰۹ | ۱۴۱۳۸     | بخش مرکزی، دهستان راستوپی، روستای ورسک                                                              |         |
|    | پل ۲۲۹                       | بارگذاری تصویر | پهلوی اول     | ۱۳۸۴-۱۱-۰۹ | ۱۴۱۳۹     | دهستان راستوپی، روستای شوراب، کیلومتری ۲۲۹ راه‌آهن ناحیه شمال جنب تیر۱۴                              |         |
|    | پل ۲۳۳ ـ جنب تیر ۱۴          | بارگذاری تصویر | پهلوی اول     | ۱۳۸۴-۱۱-۰۹ | ۱۴۱۴۰     | دهستان راستوپی، روستای ورسک، کیلومتری ۲۳۳ راه‌آهن ناحیه شمال جنب تیر ۱۴                              |         |
|    | بنای ایستگاه سرخ‌آباد         |                | پهلوی اول     | ۱۳۸۴-۱۱-۰۹ | ۱۴۱۴۱     | بخش مرکزی، دهستان راستوپی، روستای سرخ‌آباد                                                           |         |
|    | پل ۲۳۸ ـ تیر ۱۰              | بارگذاری تصویر | پهلوی اول     | ۱۳۸۴-۱۱-۰۹ | ۱۴۱۴۲     | دهستان راستوپی، روستای ورسک، کیلومتری ۲۳۸ راه‌آهن ناحیه شمال، جنب تیر۱۰                              |         |
|    | پل شاه عباسی پل سفید         | بارگذاری تصویر | صفویه         | ۱۳۸۹-۰۹-۱۰ | ۲۹۵۴۹     | شهر پل سفید ، داخل شهر                                                                              |         |
|    | سقانفار رئیس کلا             | بارگذاری تصویر | قاجاریه       | ۱۳۸۹-۰۹-۱۰ |           | بخش شیرگاه، دهستان لفور، روستای رئیس کلا                                                            |         |
| ۵۱ | سقانفار گشنیان               | بارگذاری تصویر | قاجاریه       | ۱۳۸۹-۰۹-۱۰ | ۲۹۵۴۸     | بخش شیرگاه، دهستان لفور، روستای رئیس کلا                                                            |         |
| ۵۲ | بنای امامزاده سید شریف       | بارگذاری تصویر | قاجاریه       | ۱۳۸۹-۱۱-۱۹ | ۲۹۸۹۷     | بخش مرکزی، روستای چرات                                                                              |         |
| ۵۳ | امامزاده شمس‌الدین امافت      | بارگذاری تصویر | صفویه         | ۱۳۹۱-۰۶-۱۶ | ۳۰۹۶۵     | بخش مرکزی، دهستان راستو پی، روستای امافت                                                            |         |

## قائم‌شهر
| #  | نام                               | تصویر          | قدمت                           | تاریخ ثبت  | شمارهٔ ثبت | موقعیت                                                              | توضیحات |
| -- | --------------------------------- | -------------- | ------------------------------ | ---------- | --------- | ------------------------------------------------------------------- | ------- |
| ۱  | تپه امامزاده کتی                  | بارگذاری تصویر | هزاره یک ق‌م                    | ۱۳۵۶-۰۲-۲۶ | ۱۴۰۵      | بیرون آبادی جنید                                                    |         |
| ۲  | تپه دین‌کتی قراخیل                 | بارگذاری تصویر | هزاره یک ق‌م                    | ۱۳۵۶-۰۲-۲۶ | ۱۴۰۶      | بخش مرکزی، دهستان بالاتجن، روستای قراخیل                            |         |
| ۳  | تپه دین‌کتی باوند جنید             | بارگذاری تصویر | اسلامی                         | ۱۳۵۶-۰۲-۲۶ | ۱۴۰۷      | بخش مرکزی، دهستان بالا تجن، روستای جنید                             |         |
|    | تپه شال‌کتی قراخیل                 | بارگذاری تصویر | هزاره یک ق‌م ـ اسلامی           | ۱۳۵۶-۰۲-۲۲ | ۱۴۱۲      | بخش مرکزی، دهستان بالا تجن، روستای قراخیل                           |         |
|    | ساختمان شهرداری سنندج             | بارگذاری تصویر | پهلوی                          | ۱۳۵۶-۰۷-۱۸ | ۱۵۳۳      | قائم شهر، داخل شهر، خیابان مدرس (پهلوی سابق)                        |         |
|    | تکیه کردکلا                       | بارگذاری تصویر | قاجاریه                        | ۱۳۶۴-۰۵-۲۷ | ۱۶۷۴      | بخش مرکزی، دهستان گیل خوران، روستا ی کرد کلا                        |         |
|    | تپه طالقانی                       | بارگذاری تصویر | هزاره دو و۱ ق‌م                 | ۱۳۷۶-۰۹-۱۶ | ۱۹۵۴      | قائم شهر، ابتدای خیابان تهران، کوچه طالقانی                         |         |
|    | آرامگاه امامزاده سید محمد زرین‌نوا |                | قرن نهم ه‍.ق                     | ۱۳۷۹-۱۲-۲۵ | ۳۳۲۷      | شمال بخش مرکزی، دهستان نوکنده کا، روستا ی چمازکتی                   |         |
|    | تپه باستانی پریجا                 | بارگذاری تصویر | هزاره یک ق‌م                    | ۱۳۸۰-۰۷-۱۰ | ۴۱۷۸      | مازندارن، ۳ کیلومتری جاده قائم شهر به کیا کلا                       |         |
|    | تپه یوزباشی                       | بارگذاری تصویر | هزاره یک ق‌م                    | ۱۳۸۱-۱۲-۱۷ | ۷۸۴۷      | بخش مرکزی، دهستان نوکنده کلا، روستای المشیر                         |         |
|    | تپه دینه‌کش                        | بارگذاری تصویر | هزاره یک ق‌م                    | ۱۳۸۱-۱۲-۱۷ | ۷۸۴۸      | بخش مرکزی، دهستان نوکنده کلا، روستای المشیر                         |         |
|    | پل افراکتی                        | بارگذاری تصویر | قاجاریه                        | ۱۳۸۱-۱۲-۱۷ | ۷۸۵۴      | بخش مرکزی، دهستان بالا تجن، روستای پایین افراکتی                    |         |
|    | حمام افراکتی                      | بارگذاری تصویر | قاجاریه                        | ۱۳۸۲-۰۳-۱۰ | ۸۸۰۲      | بخش مرکزی، دهستان بالاتجن، روستای افراکتی                           |         |
|    | تپه گردکوه جمنان                  |                | تاریخی ـ اسلامی                | ۱۳۸۲-۰۳-۱۰ | ۸۸۰۳      | جنوب شرقی شهر قائم شهر                                              |         |
|    | تپه جن‌کتی                         | بارگذاری تصویر | هزاره یک ق‌م و اسلامی           | ۱۳۸۲-۰۷-۰۱ | ۱۰۲۶۷     | بخش مرکزی، دهستان نوکنده کلا، یک کیلومتری شرق روستای بالاکرفا       |         |
|    | تپه اکوک                          | بارگذاری تصویر | هزاره یک ق‌م و اسلامی           | ۱۳۸۲-۰۷-۰۱ | ۱۰۲۶۸     | بخش کیاکلا، دهستان تالارپی، ۵ کیلومتری شمال غرب روستای سوخته آبندان |         |
|    | تپه دین‌کتی                        | بارگذاری تصویر | هزاره یک ق‌م و اسلامی           | ۱۳۸۲-۰۷-۰۱ | ۱۰۲۶۹     | بخش مرکزی، دهستان نوکنده کلا، جنوب غربی روستای بارفیکلا             |         |
|    | تپه دین‌تپه کلاگرمحله              | بارگذاری تصویر | هزاره یک ق‌م ـ اسلامی           | ۱۳۸۲-۰۷-۰۱ | ۱۰۲۷۰     | بخش مرکزی، دهستان نوکنده کلا، ۴ کیلومتری غرب روستای کلاگرمحله       |         |
|    | تپه گمبه‌سره                       | بارگذاری تصویر | هزاره یک ق‌م ـ اسلامی           | ۱۳۸۲-۰۷-۰۱ | ۱۰۲۷۱     | بخش کیاکلا، دهستان تالارپی، ۳ کیلومتری شرق روستای کارتیج کلا        |         |
|    | تپه دینه‌سر پایین‌کروا              | بارگذاری تصویر | هزاره یک ق‌م                    | ۱۳۸۲-۰۷-۰۱ | ۱۰۲۷۲     | بخش مرکزی، دهستان نوکنده کلا، روستای پائین کرفا                     |         |
|    | تپه دینه سرقادیکلای ارطه          | بارگذاری تصویر | هزاره یک ق‌م                    | ۱۳۸۲-۰۷-۰۱ | ۱۰۲۷۳     | بخش مرکزی، دهستان بیشه سر، روستای قادیکلای ارطه                     |         |
|    | تپه آغوزدین جمال‌کلا               | بارگذاری تصویر | پیش از تاریخ ـ تاریخی ـ اسلامی | ۱۳۸۲-۰۷-۰۱ | ۱۰۲۷۴     | بخش کیاکلا، دهستان کیاکلا، دو کیلومتری جنوب غرب روستای جمال کلا     |         |
|    | تپه دین                           | بارگذاری تصویر | تاریخی ـ اسلامی                | ۱۳۸۲-۰۷-۰۱ | ۱۰۲۷۵     | بخش کیاکلا، دهستان کیاکلا، روستای دینه سر                           |         |
|    | تپه دینه‌سر رکنی‌کلا                | بارگذاری تصویر | هزاره یک ق‌م                    | ۱۳۸۲-۰۷-۰۱ | ۱۰۲۷۶     | بخش کیاکلا، دهستان کیاکلا، روستای رکنی کلا                          |         |
|    | پل آجری خرماکلا                   | بارگذاری تصویر | صفویه                          | ۱۳۸۳-۱۱-۱۰ | ۱۱۳۳۷     | بخش مرکزی، دهستان بالا تجن، روستای خرما کلا                         |         |
|    | پیرتکیه سید ابوصالح               | بارگذاری تصویر | قاجاریه                        | ۱۳۸۳-۱۱-۱۰ | ۱۱۳۳۸     | بخش مرکزی، دهستان علی‌آباد، روستای سید ابوصالح                       |         |
|    | امامزاده سید ابوصالح              |                | قاجاریه                        | ۱۳۸۳-۱۱-۱۰ | ۱۱۳۳۹     | بخش مرکزی، دهستان علی‌آباد، روستای سید ابوصالح                       |         |
|    | پل آجری بالاجنید لاک‌پل            | بارگذاری تصویر | قاجاریه                        | ۱۳۸۳-۱۱-۱۰ | ۱۱۳۴۰     | بخش مرکزی، دهستان بالا تجن، روستای بالا جنید لاک پل                 |         |
|    | پل آجری بالاتجن                   | بارگذاری تصویر | قاجاریه                        | ۱۳۸۳-۱۱-۱۰ | ۱۱۳۴۱     | بخش مرکزی، دهستان بالا تجن، روستای استرآباد                         |         |
|    | آرامگاه امامزاده زکریا            | بارگذاری تصویر | قاجاریه                        | ۱۳۸۳-۱۲-۲۴ | ۱۱۶۸۵     | بخش مرکزی، دهستان علی‌آباد، روستای واسکس                             |         |
|    | سقانفار ریکنده                    | بارگذاری تصویر | قاجاریه                        | ۱۳۸۴-۰۴-۰۵ | ۱۱۹۴۵     | بخش مرکزی، دهستان کوهساران، روستای ریکنده                           |         |
|    | سقانقار سید ابو صالح              | بارگذاری تصویر | قاجاریه                        | ۱۳۸۴-۰۴-۰۵ | ۱۱۹۴۶     | بخش مرکزی، دهستان کوهساران، روستای سید ابوصالح                      |         |
|    | حمام بورخیل ارطه                  | بارگذاری تصویر | قاجاریه                        | ۱۳۸۴-۰۵-۱۱ | ۱۲۵۵۸     | بخش مرکزی، دهستان بیشه سر، روستای بور خیل ارطه                      |         |
|    | مدرسه شهید صمصام طور              | بارگذاری تصویر | پهلوی                          | ۱۳۸۵-۱۰-۰۳ | ۱۶۶۳۹     | داخل شهر کیا کلا                                                    |         |
|    | سقانفار آهنگر کلا                 | بارگذاری تصویر | قاجاریه                        | ۱۳۸۵-۱۰-۰۳ | ۱۶۶۴۱     | بخش مرکزی، دهستان علی‌آباد، روستای بیشه سر                           |         |
|    | حمام المشیر                       | بارگذاری تصویر | قاجاریه                        | ۱۳۸۵-۱۰-۰۳ | ۱۶۶۴۲     | بخش مرکزی، دهستان بیشه سر، روستای المشیر                            |         |
|    | سقانفار قادیکلا                   | بارگذاری تصویر | قاجاریه                        | ۱۳۸۵-۱۰-۰۳ | ۱۶۶۴۳     | بخش مرکزی، دهستان نوکنده، روستای قادی کلا                           |         |
|    | سقانفار سالدوز کلا                | بارگذاری تصویر | قاجاریه                        | ۱۳۸۵-۱۰-۰۳ | ۱۶۶۴۴     | بخش کیا کلا، دهستان کیا کلا، روستای سالدوز کلا                      |         |
|    | سقانفار المشیر                    | بارگذاری تصویر | قاجاریه                        | ۱۳۸۵-۱۰-۰۳ | ۱۶۶۴۵     | بخش مرکزی، دهستان بیشه سر، روستای المشیر                            |         |
|    | سقانفار افرا پل                   | بارگذاری تصویر | قاجاریه                        | ۱۳۸۵-۱۰-۰۳ | ۱۶۶۹۸     | بخش مرکزی، دهستان نوکنده کلا، روستای افرا پل                        |         |
|    | سقانفار سمنا کلا                  | بارگذاری تصویر | قاجاریه                        | ۱۳۸۵-۱۰-۰۳ | ۱۶۶۹۹     | بخش کیاکلا، دهستان کیا کلا، روستای سمناکلا                          |         |
|    | سقانفار پهناجی                    | بارگذاری تصویر | قاجاریه                        | ۱۳۸۶-۱۲-۲۶ | ۲۱۹۸۶     | بخش کیاکلا، دهستان کیاکلا، روستای پهناجی                            |         |
| ۴۳ | مدرسه مری                         | بارگذاری تصویر | پهلوی اول                      | ۱۳۸۶-۱۲-۲۶ | ۲۱۹۸۷     | بخش کیاکلا، دهستان کیاکلاد، روستای مری                              |         |
| ۴۴ | سقانفار پایین‌کروا                 | بارگذاری تصویر | قاجاریه                        | ۱۳۸۶-۱۲-۲۶ | ۲۱۹۸۸     | بخش مرکزی، دهستان نوکنده کا، روستای پایین کروا                      |         |
| ۴۵ | پل استرآباد                       | بارگذاری تصویر | قرن ۸ و ۹ ه‍.ق                   | ۱۳۹۰-۱۰-۰۸ | ۳۰۷۴۶     | بخش مرکزی، دهستان نو کنده کار، روستای استرآباد                      |         |

## گلوگاه
| #  | نام                   | تصویر          | قدمت                             | تاریخ ثبت  | شمارهٔ ثبت | موقعیت | توضیحات |
| -- | --------------------- | -------------- | -------------------------------- | ---------- | --------- | --- | ------- |
| ۱  | امامزاده‌هاشم تیرتاش   | بارگذاری تصویر | تیموری                           | ۱۳۸۵-۱۲-۱۴ | ۱۷۷۹۲     | بخش کلباد، دهستان کلباد شرقی، تپه جنوب روستای تیرتاش و لمراسک                                                                          |         |
| ۲  | ایستگاه راه‌آهن تیرتاش | بارگذاری تصویر | اوایل پهلوی                      | ۱۳۸۵-۱۲-۱۴ | ۱۷۷۹۸     | بخش کلباد، دهستان کلباد شرقی، شمال روستای لمراسک، نزدیک امامزاده احمد لمراسک ۳۶°۲۶′۰۱″شمالی ۵۳°۲۶′۰۱″شرقی / ۳۶٫۴۳۳۷°شمالی ۵۳٫۴۳۳۵°شرقی |         |
| ۳  | خانه زافیرو پولوس     | بارگذاری تصویر | اوایل پهلوی                      | ۱۳۸۵-۱۲-۱۴ | ۱۷۸۰۷     | بخش کلباد، دهستان کلباد شرقی، شمال غربی روستای لمراسک، مجموعه دخانیات تیرتاش                                                           |         |
|    | حمام لمراسک           | بارگذاری تصویر | قاجاریه ـ پهلوی                  | ۱۳۸۵-۱۲-۲۸ | ۱۸۶۹۳     | بخش کلباد، دهستان کلباد شرقی، روستای لمراسک                                                                                            |         |
|    | حمام همچان            | بارگذاری تصویر | قاجاریه                          | ۱۳۸۶-۰۸-۲۷ | ۲۰۲۷۷     | بخش مرکزی، دهستان توسکا چشمه، روستای همچان                                                                                             |         |
|    | تپه عابدین کوه        | بارگذاری تصویر | اواخر اشکانی ـ اوایل ساسانی      | ۱۳۸۶-۰۸-۲۷ | ۲۰۲۷۹     | شهر گلوگاه، خ نواب، ک عابدین کوه |         |
|    | قلعه‌پایان             | بارگذاری تصویر | اواخر ساسانی ـ قرون اولیه اسلامی | ۱۳۸۶-۰۸-۲۷ | ۲۰۲۸۱     | بخش کلباد، دهستان کلباد، جنوب روستای قلعه‌پایان                                                                                         |         |
|    | قلعه جرکلباد          | بارگذاری تصویر | صفویه                            | ۱۳۸۶-۰۸-۲۷ | ۲۰۲۸۲     | شهر گلوگاه، شرق شهر، مرز استان مازندران و گلستان، جرکلباد                                                                              |         |
|    | حمام رمدان            | بارگذاری تصویر | قاجاریه                          | ۱۳۸۶-۰۸-۲۷ | ۲۰۲۸۳     | بخش مرکزی، دهستان توسکاچشمه، روستای رمدان                                                                                              |         |
|    | حمام آغوزدره          | بارگذاری تصویر | قاجاریه                          | ۱۳۸۶-۱۱-۰۹ | ۲۰۶۶۱     | بخش مرکزی، دهستان توسکا چشمه، روستای آغوزدره                                                                                           |         |
|    | کاله گورستان ویوا     | بارگذاری تصویر | قرن ۴ و ۵ ه‍.ق                     | ۱۳۸۶-۱۱-۰۹ | ۲۰۶۷۱     | بخش مرکزی، دهستان توسکا چشمه، یک کیلومتری جنوب شرقی روستای ویوا                                                                        |         |
|    | گورستان کبود آب       | بارگذاری تصویر | قرن ۶ و ۷ ه‍.ق                     | ۱۳۸۶-۱۱-۰۹ | ۲۰۶۸۷     | بخش مرکزی، دهستان توسکا چشمه، جنوب غربی روستای اوارد، دره کبود دره                                                                     |         |
|    | گورستان کنف جار       | بارگذاری تصویر | قرن ۱۲ و ۱۳ ق                    | ۱۳۸۶-۱۱-۰۹ | ۲۰۶۸۸     | بخش مرکزی، دهستان توسکا چشمه، ۱۰۰ م شمال روستای اوارد                                                                                  |         |
|    | حمام ریحان‌آباد        | بارگذاری تصویر | قاجاریه                          | ۱۳۸۶-۱۱-۰۹ | ۲۰۶۹۰     | بخش کلباد غربی، دهستان ریحان آباد |         |
|    | حمام اوارد            | بارگذاری تصویر | قاجاریه                          | ۱۳۸۶-۱۱-۰۹ | ۲۰۶۹۲     | بخش مرکزی، دهستان توسکا چشمه، روستای اوارد                                                                                             |         |
|    | گورستان همچان         | بارگذاری تصویر | قرن ۱۱ و ۱۲ ه‍.ق                   | ۱۳۸۶-۱۱-۰۹ | ۲۰۶۹۳     | بخش مرکزی، دهستان توسکا چشمه، جنوب شرقی روستای همچان، کنار جاده همچان به وزوار                                                         |         |
|    | گورستان نیالا         | بارگذاری تصویر | قرن ۱۰ و ۱۱ ه‍.ق                   | ۱۳۸۶-۱۲-۲۶ | ۲۱۹۴۶     | بخش مرکزی، دهستان توسکا چشمه، روستای نیالا                                                                                             |         |
|    | تپه دینه سراوارد      | بارگذاری تصویر | آهن                              | ۱۳۸۶-۱۲-۲۶ | ۲۱۹۹۹     | بخش مرکزی، دهستان توسکا چشمه، جنوب شرق روستای اوارد                                                                                    |         |
|    | تپه شیلار             | بارگذاری تصویر | اشکانی                           | ۱۳۸۶-۱۲-۲۶ | ۲۲۰۰۱     | بخش مرکزی، دهستان توسکا چشمه، سمت راست جاده روستای رمدان                                                                               |         |
|    | تپه دینه سر           | بارگذاری تصویر | آهن                              | ۱۳۸۶-۱۲-۲۶ | ۲۲۰۰۲     | بخش مرکزی، دهستان توسکا چشمه، جنوب غرب روستای وزوار                                                                                    |         |
|    | تپه دینه‌کش            | بارگذاری تصویر | سلجوقی                           | ۱۳۸۶-۱۲-۲۶ | ۲۲۰۰۳     | بخش مرکزی، دهستان توسکا چشمه، شمال شرق روستای نیالا                                                                                    |         |
|    | تپه تخت رستم          | بارگذاری تصویر | آهن ـ اشکانی                     | ۱۳۸۶-۱۲-۲۶ | ۲۲۰۰۴     | بخش مرکزی، دهستان توسکا چشمه، شمال غرب روستای نصرت آباد                                                                                |         |
|    | تپه کبودآب            | بارگذاری تصویر | آهن                              | ۱۳۸۶-۱۲-۲۶ | ۲۲۰۰۵     | بخش مرکزی، دهستان توسکا چشمه، جنوب روستای اوارد                                                                                        |         |
|    | تپه فخی ۲             | بارگذاری تصویر | نوسنگی ـ آهن                     | ۱۳۸۶-۱۲-۲۶ | ۲۲۰۱۴     | بخش کلباد، دهستان کلباد غربی، شمال روستای قلعه پایان                                                                                   |         |
|    | تپه بنیاد سر          | بارگذاری تصویر | ساسانی                           | ۱۳۸۶-۱۲-۲۶ | ۲۲۰۱۷     | بخش کلباد، دهستان کلباد غربی، شمال روستای قلعه پایان                                                                                   |         |
|    | تپه سراج محله ۲       | بارگذاری تصویر | ساسانی ـ قرون اولیه اسلامی       | ۱۳۸۶-۱۲-۲۶ | ۲۲۰۱۸     | بخش کلباد، دهستان آزادگان، شمال روستای سراج محله                                                                                       |         |
|    | دینه سر تپه           | بارگذاری تصویر | آهن                              | ۱۳۸۶-۱۲-۲۶ | ۲۲۰۱۹     | بخش کلباد، دهستان پنج هزاره، روستای سنگ‌یاب‌سر                                                                                           |         |
|    | دین‌تپه                | بارگذاری تصویر | آهن                              | ۱۳۸۶-۱۲-۲۶ | ۲۲۰۲۱     | بخش کلباد، دهستان کلباد غربی، شمال غرب روستای لمراسک                                                                                   |         |
|    | دین‌تپه                | بارگذاری تصویر | آهن دو .۳                        | ۱۳۸۶-۱۲-۲۶ | ۲۲۰۲۲     | بخش مرکزی، دهستان توسکا چشمه، ۷۰۰ م جنوب غرب روستای وزوار                                                                              |         |
| ۳٠ | تپه قلعه کش           | بارگذاری تصویر | ساسانی                           | ۱۳۸۶-۱۲-۲۶ | ۲۲۰۲۳     | بخش مرکزی، ۵۰۰ م شمال شهر گلوگاه، جنب رودخانه                                                                                          |         |
| ۳۱ | تپه گراودین           | بارگذاری تصویر | آهن دو و ۳                       | ۱۳۸۶-۱۲-۲۶ | ۲۲۰۲۴     | بخش مرکزی، شمال شهر گلوگاه |         |
| ۳۲ | تپه سراج‌محله ۱        | بارگذاری تصویر | آهن                              | ۱۳۸۶-۱۲-۲۶ | ۲۲۰۲۵     | بخش کلباد، دهستان آزادگان، شمال روستای سراج محله                                                                                       |         |

## محمودآباد
| # | نام                                     | تصویر          | قدمت      | تاریخ ثبت  | شمارهٔ ثبت | موقعیت                                                    | توضیحات |
| - | --------------------------------------- | -------------- | --------- | ---------- | --------- | --------------------------------------------------------- | ------- |
| ۱ | مدرسه ندای آزادی                        | بارگذاری تصویر | پهلوی     | ۱۳۸۵-۱۰-۰۳ | ۱۶۶۹۵     | شهر محمودآباد، مدرسه ندای آزادی                           |         |
| ۲ | سقانفار اورطشت                          | بارگذاری تصویر | قاجاریه   | ۱۳۸۵-۱۲-۱۴ | ۱۷۷۹۴     | بخش سرخرود، دهستان هزار پی شمالی، روستای اورطشت           |         |
| ۳ | سقانفارگلیرد                            | بارگذاری تصویر | قاجاریه   | ۱۳۸۵-۱۲-۱۴ | ۱۷۸۰۳     | بخش مرکزی، دهستان اهلمرستاق جنوبی، روستای گلیرد           |         |
| ۴ | امامزاده هفت تن                         | بارگذاری تصویر | تیموری    | ۱۳۸۵-۱۲-۱۴ | ۱۷۸۰۵     | بخش مرکزی، دهستان اهلمرستاق جنوبی، روستای شومیا           |         |
| ۵ | سقانفار عبدالله‌آباد                     | بارگذاری تصویر | قاجاریه   | ۱۳۸۵-۱۲-۲۸ | ۱۸۶۹۴     | بخش سرخرود، دهستان هزار پی شمالی، روستای عبدالله آباد     |         |
| ۶ | سقانفار علی‌آباد                         | بارگذاری تصویر | قاجاریه   | ۱۳۸۶-۱۲-۲۶ | ۲۲۰۴۶     | بخش سرخرود، دهستان هزار پی شمالی، روستای علی‌آباد          |         |
| ۷ | حمام شومیا                              | بارگذاری تصویر | قاجاریه   | ۱۳۸۹-۰۹-۱۰ | ۲۹۵۴۷     | بخش مرکزی، روستای شومیا                                   |         |
| ۸ | مجموعه خانه‌های سازمانی کارخانه گونی‌بافی | بارگذاری تصویر | پهلوی دوم | ۱۳۹۳-۱۱-۱۸ | ۳۱۲۱۲     | شهر محمودآباد، خیابان شهید آخوندی، داخل پارک محوطه طاهباز |         |

## نکا
| #  | نام                      | تصویر          | قدمت                           | تاریخ ثبت  | شمارهٔ ثبت | موقعیت                                                       | توضیحات |
| -- | ------------------------ | -------------- | ------------------------------ | ---------- | --------- | ------------------------------------------------------------ | ------- |
| ۱  | آرامگاه امامزاده عبدالله | بارگذاری تصویر | قرن ۹ ق                        | ۱۳۶۴-۰۵-۲۷ | ۱۶۶۹      | بخش مرکزی، دهستان قره طغان، روستای اطراب                     |         |
| ۲  | غار گمیشان               | بارگذاری تصویر | میان سنگی (زارزین)             | ۱۳۷۹-۰۷-۱۶ | ۲۷۹۷      | کیلومتر ۷ جاده نکا، بهشهر، روستای کمیشان، جنب ساری، گرگان    |         |
| ۳  | تپه نارنج باغ            | بارگذاری تصویر | پیش از تاریخ ـ تاریخی ـ اسلامی | ۱۳۸۰-۱۰-۱۱ | ۴۶۷۲      | مرکز شهر نکا، حاشیه شرقی رودخانه نکا، نرسید به سیلو گندم     |         |
|    | طوق‌تپه                   | بارگذاری تصویر | پیش از تاریخ ـ تاریخی ـ اسلامی | ۱۳۸۰-۱۲-۲۵ | ۵۴۱۵      | بخش قره طغان، شمال غرب روستای اسکاراین و شمال شرق گل چاله سر |         |
|    | آب‌انبار اطرب             | بارگذاری تصویر | قاجاریه                        | ۱۳۸۰-۱۲-۲۵ | ۵۴۱۶      | بخش قره طغان                                                 |         |
|    | تپه باستانی هلم سر       | بارگذاری تصویر | پیش از تاریخ                   | ۱۳۸۰-۱۲-۲۵ | ۵۴۱۷      | شمال غربی شرق رودخانه نکا، روستای هلم سر                     |         |
|    | گرجین تپه                | بارگذاری تصویر | تاریخی ـ اسلامی                | ۱۳۸۰-۱۲-۲۵ | ۵۴۱۸      | بخش قره طغان، شمال روستای اطرب                               |         |
|    | مارندین تپه              | بارگذاری تصویر | تاریخی                         | ۱۳۸۰-۱۲-۲۵ | ۵۴۱۹      | شمال سمت راست جاده نکا به زاغمرز دریا، روستای ولاشد          |         |
|    | محوطه تخت رستم           | بارگذاری تصویر | پیش از تاریخ                   | ۱۳۸۰-۱۲-۲۵ | ۵۴۳۵      | بخش جنوب غربی شهر، سمت راست جاده اصلی ساری به نکا            |         |
|    | نرگس‌کتی                  | بارگذاری تصویر | پیش از تاریخ                   | ۱۳۸۱-۱۲-۱۷ | ۷۸۴۱      | بخش مرکزی، دهستان قره طغان، شمال شرق روستای اطرب             |         |
|    | تپه ولیکی                | بارگذاری تصویر | تاریخی ـ اسلامی                | ۱۳۸۱-۱۲-۱۷ | ۷۸۴۳      | بخش مرکزی، دهستان قره طغان، روستای شهاب الدین                |         |
|    | کل زمان تپه              | بارگذاری تصویر | تاریخی ـ اسلامی                | ۱۳۸۲-۰۳-۱۰ | ۸۸۰۷      | نکاء، بخش مرکزی، دهستان قره تقان، روستای بهزاد کلا           |         |
|    | مظفر تپه شرقی            | بارگذاری تصویر | تاریخی ـ اسلامی                | ۱۳۸۲-۰۳-۱۰ | ۸۸۰۸      | نکاء، بخش مرکزی، دهستان قره طغان، روستای آجند                |         |
|    | تپه حاج موسی طوسکلا      | بارگذاری تصویر | تاریخی                         | ۱۳۸۲-۰۳-۱۰ | ۸۸۰۹      | بخش مرکزی، دهستان قره طغان، روستای طوسکلا                    |         |
|    | ربیع تپه                 | بارگذاری تصویر | تاریخی ـ اسلامی                | ۱۳۸۲-۰۵-۰۷ | ۹۳۴۶      | بخش مرکزی، دهستان قره طغان، روستای بهزاد کلا                 |         |
|    | خضر تپه                  | بارگذاری تصویر | تاریخی ـ اسلامی                | ۱۳۸۲-۰۵-۰۷ | ۹۳۴۷      | بخش مرکزی، دهستان قره طغان روستای شهاب الدین                 |         |
|    | ببر تپه                  | بارگذاری تصویر | تاریخی                         | ۱۳۸۲-۰۵-۰۷ | ۹۳۴۸      | بخش مرکزی، دهستان قره طغان، روستای امامیه                    |         |
|    | تپه ملیج گاله            | بارگذاری تصویر | تاریخی ـ اسلامی                | ۱۳۸۲-۰۷-۰۱ | ۱۰۲۹۷     | بخش مرکزی، دهستان مهروان، جنوب روستای ملیج گاله              |         |
|    | تپه عباسی                | بارگذاری تصویر | پیش از تاریخ ـ تاریخی ـ اسلامی | ۱۳۸۲-۰۷-۰۱ | ۱۰۲۹۸     | بخش مرکزی، دهستان مهروان، غرب روستای خانسر                   |         |
|    | تپه امامزاده حمزه        | بارگذاری تصویر | تاریخی ـ اسلامی                | ۱۳۸۲-۰۷-۰۱ | ۱۰۲۹۹     | بخش مرکزی، دهستان قره طغان، روستای طوس کلا                   |         |
|    | شیشار کش تپه             | بارگذاری تصویر | تاریخی ـ اسلامی                | ۱۳۸۲-۰۷-۰۱ | ۱۰۳۰۰     | بخش مرکزی، دهستان قره طغان، روستای اطرب                      |         |
|    | توران تپه                | بارگذاری تصویر | تاریخی                         | ۱۳۸۲-۰۷-۰۱ | ۱۰۳۰۱     | بخش مرکزی، دهستان مهروان، شرق روستای نداف‌خیل                 |         |
| ۲۳ | امامزاده قاسم چرمی       | بارگذاری تصویر | قاجاریه                        | ۱۳۸۵-۱۰-۰۳ | ۱۶۷۰۰     | بخش هزار جریب، دهستان استخر پشت، روستای چرمی                 |         |
| ۲۴ | امامزاده پنج‌تن           | بارگذاری تصویر | قاجاریه                        | ۱۳۸۵-۱۲-۱۴ | ۱۷۸۰۴     | شهرسان نکا، بخش هزار جریب، دهستان استخر پشت، روستای ارم      |         |
| ۲۵ | حسینیه میان گاله         | بارگذاری تصویر | قاجاریه                        | ۱۳۸۶-۱۲-۲۶ | ۲۱۹۶۳     | بخش مرکزی، دهستان مهروان، روستای میان‌گاله                    |         |

## نور
| #  | نام                                   | تصویر          | قدمت            | تاریخ ثبت  | شمارهٔ ثبت | موقعیت                                                                                                | توضیحات |
| -- | ------------------------------------- | -------------- | --------------- | ---------- | --------- | --- | ------- |
| ۱  | آرامگاه آقا شاه بالو زاهد             |                | قرن ۹ (۸۴۰ ق)   | ۱۳۴۶-۱۲-۲۳ | ۷۶۸       | نور، جنوب جاده جدیدالاحداث نور، جاده چمستان ۳۶°۱۸′۰۶″شمالی ۵۲°۰۵′۰۴″شرقی / ۳۶٫۳۰۱۸°شمالی ۵۲٫۰۸۴۴°شرقی |         |
| ۲  | خانه نیما یوشیج                       | تصاویر بیشتر   | قاجاریه         | ۱۳۷۵-۰۹-۱۹ | ۱۸۰۲      | بخش بلده، روستای یوش                                                                                  |         |
| ۳  | پل خشتی نور                           | بارگذاری تصویر | قاجاریه         | ۱۳۷۵-۰۹-۲۵ | ۱۸۱۰      | نور، داخل شهر                                                                                         |         |
|    | تکیه تاکر نور                         | بارگذاری تصویر | قاجاریه         | ۱۳۷۹-۰۴-۲۲ | ۲۷۵۵      | بخش بلده، روستای تاکر                                                                                 |         |
|    | امامزاده محمد- سلطان محمد کیا صالحانی | بارگذاری تصویر | قرن ۵ ق         | ۱۳۷۹-۱۲-۲۵ | ۳۶۵۹      | بخش کجور، روستای صالحان از توابع کجور                                                                 |         |
|    | آرامگاه شاه رضا کیا سلطان             | بارگذاری تصویر | قرن ۹ ق         | ۱۳۸۰-۰۷-۱۰ | ۴۱۷۹      | بخش مرکزی، دهستان ناتل کنار علیا                                                                      |         |
|    | مقابر سلاطین استندار                  | بارگذاری تصویر | تیموریان        | ۱۳۸۱-۱۲-۱۷ | ۷۸۳۸      | بخش کمررود دهستان شیخ فضل‌الله نوری روستای کمر                                                         |         |
|    | آرامگاه امامزاده رضا                  | بارگذاری تصویر | صفویه           | ۱۳۸۱-۱۲-۱۷ | ۷۸۴۹      | بخش چمستان، دهستان میانرود، روستای کچل ده                                                             |         |
|    | امامزاده کیامیثم                      | بارگذاری تصویر | قرن ۱۰ ق        | ۱۳۸۲-۰۵-۰۷ | ۹۳۶۰      | بخش چمستان، دهستان ناتل رستاق، روستای کهرود                                                           |         |
|    | مقبره سید فضل‌الله                     | بارگذاری تصویر | قرن ۸ و ۹ ق     | ۱۳۸۲-۰۵-۰۷ | ۹۳۶۲      | بخش چمستان، دهستان ناتل رستاق، روستای اسپه کلا                                                        |         |
|    | آرامگاه سید سازیک                     | بارگذاری تصویر | قرن ۸ و ۹ ق     | ۱۳۸۲-۰۵-۰۷ | ۹۳۶۳      | بخش چمستان، دهستان ناتل رستاق، روستای اسپه کلا                                                        |         |
|    | امامزاده محمد زکریا                   | بارگذاری تصویر | قرن ۸ و ۹ ق     | ۱۳۸۲-۰۵-۰۷ | ۹۳۶۴      | بخش چمستان، روستای لاویج                                                                              |         |
|    | شاهزاده رضا کیا سلطان                 | بارگذاری تصویر | قاجاریه         | ۱۳۸۲-۰۵-۰۷ | ۹۳۶۵      | بخش مرکزی، دهستان ناتل کنار علیا، روستای ناتل                                                         |         |
|    | امامزاده ابراهیم تیرستاق              | بارگذاری تصویر | قرن ۸ و ۹ ق     | ۱۳۸۲-۰۵-۰۷ | ۹۳۶۶      | بخش چمستان، روستای تیرستاق ۳۶°۱۲′۴۷″شمالی ۵۲°۱۰′۵۰″شرقی / ۳۶٫۲۱۳۱۳°شمالی ۵۲٫۱۸۰۶۱°شرقی                |         |
|    | مجموعه تاریخی نچ                      | بارگذاری تصویر | قاجاریه         | ۱۳۸۲-۰۶-۱۱ | ۹۹۴۵      | بخش بلده، دهستان تتارستاق، روستای نچ                                                                  |         |
|    | آرامگاه جمشید کیا سلطان رویان         | بارگذاری تصویر | قرن ۹ ق         | ۱۳۸۲-۰۷-۰۱ | ۱۰۲۷۹     | شهر رویان، خیابان مسجد جامع، جنب مسجد جامع، گلزار شهدا                                                |         |
|    | آرامگاه کیا داوود یوش                 | بارگذاری تصویر | قرن ۹ ق         | ۱۳۸۳-۱۱-۱۰ | ۱۱۳۴۲     | بخش بلده، روستای یوش                                                                                  |         |
|    | امامزاده محمد بردون                   | بارگذاری تصویر | قرن ۹ ق         | ۱۳۸۳-۱۱-۱۰ | ۱۱۳۴۳     | بخش بلده، روستای بردون                                                                                |         |
|    | امامزاده ابراهیم                      | بارگذاری تصویر | قرن ۹ ق         | ۱۳۸۳-۱۱-۱۰ | ۱۱۳۴۴     | بخش بلده، روستای بطاهر کلا ۳۶°۲۸′۲۹″شمالی ۵۲°۲۰′۴۷″شرقی / ۳۶٫۴۷۴۷۵°شمالی ۵۲٫۳۴۶۴۶°شرقی                |         |
|    | سقانفار کچلده                         | بارگذاری تصویر | قاجاریه         | ۱۳۸۵-۱۲-۲۸ | ۱۸۶۷۲     | بخش چمستان، دهستان میانرود، روستای کچلده                                                              |         |
|    | امامزاده سید اسکندر                   | بارگذاری تصویر | قاجاریه         | ۱۳۸۵-۱۲-۲۸ | ۱۸۶۸۹     | بخش چمستان، دهستان میانرود، روستای باریکلا                                                            |         |
|    | حمام صیدکلا                           | بارگذاری تصویر | قاجاریه         | ۱۳۸۵-۱۲-۲۸ | ۱۸۶۹۱     | بخش چمستان، دهستان ناتل رستاق، روستای صید کلا                                                         |         |
|    | آب‌انبار صیدکلا                        | بارگذاری تصویر | قاجاریه         | ۱۳۸۵-۱۲-۲۸ | ۱۸۶۹۲     | بخش چمستان، دهستان ناتل رستاق، روستای صید کلا                                                         |         |
|    | حمام آهودشت                           | بارگذاری تصویر | قاجاریه         | ۱۳۸۵-۱۲-۲۸ | ۱۸۶۹۵     | بخش چمستان، دهستان ناتل رستاق، روستای آهودشت                                                          |         |
|    | خانه ملک محمدی                        | بارگذاری تصویر | قاجاریه         | ۱۳۸۵-۱۲-۲۸ | ۱۸۶۹۶     | بخش بلده، دهستان اوزرود، روستای میناک                                                                 |         |
|    | خانه خان بابا خان                     | تصاویر بیشتر   | قاجاریه         | ۱۳۸۵-۱۲-۲۸ | ۱۸۶۹۷     | شهر بلده                                                                                              |         |
|    | قلعه پولاد                            | تصاویر بیشتر   | سلجوقی          | ۱۳۸۶-۱۱-۰۹ | ۲۰۶۶۴     | بخش بلده، شهر بلده                                                                                    |         |
|    | قنات نج                               | بارگذاری تصویر | قاجاریه         | ۱۳۸۶-۱۱-۰۹ | ۲۰۶۷۸     | بخش بلده، دهستان شیخ فضل‌الله، روستای نج                                                               |         |
|    | مسجد الرسول                           | بارگذاری تصویر | قاجاریه         | ۱۳۸۶-۱۱-۰۹ | ۲۰۶۸۰     | بخش بلده، دهستان شیخ فضل‌الله، روستای یوش                                                              |         |
|    | کیجا پل                               | بارگذاری تصویر | قاجاریه         | ۱۳۸۶-۱۱-۰۹ | ۲۰۶۸۱     | بخش بلده، دهستان تترساق، روستای ولاشد                                                                 |         |
|    | مسجد جامع مرچ                         | بارگذاری تصویر | قاجاریه         | ۱۳۸۶-۱۱-۰۹ | ۲۰۶۸۲     | بخش بلده، دهستان شیخ فضل‌الله، روستای مرچ                                                              |         |
|    | مسجد بازار یالرود                     | بارگذاری تصویر | قاجاریه         | ۱۳۸۶-۱۱-۰۹ | ۲۰۶۸۴     | بخش بلده، دهستان شیخ فضل‌الله، روستای یالرود                                                           |         |
|    | آرامگاه کیا داوود یوش                 | بارگذاری تصویر | قرن ۸ تا ۹ ق    | ۱۳۸۶-۱۱-۰۹ | ۲۰۶۸۵     | بخش بلده، دهستان شیخ فضل‌الله، روستای یوش                                                              |         |
|    | آرامگاه درویش محمد                    | بارگذاری تصویر | قرن ۸ و ۹ ه‍.ق    | ۱۳۸۶-۱۱-۰۹ | ۲۰۶۹۹     | بخش بلده، دهستان شیخ فضل‌الله، روستای بردون                                                            |         |
|    | مسجد جامع یالرود                      | بارگذاری تصویر | صفویه ـ قاجاریه | ۱۳۸۶-۱۲-۰۷ | ۲۱۵۶۳     | بخش بلده، دهستان شیخ فضل ا ۰۰۰، روستای یالرود                                                         |         |
|    | آرامگاه سلاطین استندار یالرود         | بارگذاری تصویر | قرن ۸ و ۹ ه‍.ق    | ۱۳۸۶-۱۲-۰۷ | ۲۱۵۶۴     | بخش بلده، دهستان شیخ فضل‌الله، روستای یالرود                                                           |         |
|    | بنای عبداللهنج                        | بارگذاری تصویر | قاجاریه         | ۱۳۸۶-۱۲-۲۶ | ۲۱۹۴۹     | بخش بلده، دهستان تترستاق، روستای نج                                                                   |         |
|    | بنای محمد سراسب                       | بارگذاری تصویر | قرن ۸ و ۹ ه‍.ق    | ۱۳۸۶-۱۲-۲۶ | ۲۱۹۵۰     | بخش بلده، دهستان شیخ فضل‌الله، روستای سراسب                                                            |         |
|    | صالح یالرود                           | بارگذاری تصویر | صفویه           | ۱۳۸۶-۱۲-۲۶ | ۲۱۹۵۱     | بخش بلده، دهستان شیخ فضل‌الله، روستای یالرود                                                           |         |
|    | بنای محمد مرچ                         | بارگذاری تصویر | قرن ۸ و ۹ ه‍.ق    | ۱۳۸۶-۱۲-۲۶ | ۲۱۹۵۲     | بخش بلده، دهستان شیخ فضل‌الله، روستای مرچ                                                              |         |
|    | بنای طاهر حطر                         | بارگذاری تصویر | صفویه           | ۱۳۸۶-۱۲-۲۶ | ۲۱۹۵۳     | بخش بلده، دهستان شیخ فضل‌الله، روستای حطر                                                              |         |
|    | بنای محمد حطر                         | بارگذاری تصویر | قرن ۸ و ۹ ه‍.ق    | ۱۳۸۶-۱۲-۲۶ | ۲۱۹۵۴     | بخش بلده، دهستان شیخ فضل‌الله، روستای بردون                                                            |         |
|    | بنای یوسف کلیک                        | بارگذاری تصویر | قرن ۸ و ۹ ه‍.ق    | ۱۳۸۶-۱۲-۲۶ | ۲۱۹۵۵     | بخش بلده، دهستان شیخ فضل‌الله، روستای کلیک                                                             |         |
|    | بنای جفت برار                         | بارگذاری تصویر | قرن ۸ و ۹ ق     | ۱۳۸۶-۱۲-۲۶ | ۲۱۹۵۶     | بخش بلده، دهستان شیخ فضل‌الله، روستای یوش                                                              |         |
|    | سپه یالار سراسب                       | بارگذاری تصویر | صفویه           | ۱۳۸۶-۱۲-۲۶ | ۲۱۹۵۷     | بخش بلده، دهستان شیخ فضل‌الله، روستای سراسب                                                            |         |
|    | بنای حسن مرچ                          | بارگذاری تصویر | قرن ۸ و ۹ ه‍.ق    | ۱۳۸۶-۱۲-۲۶ | ۲۱۹۵۸     | بخش بلده، دهستان شیخ فضل‌الله، روستای مرچ                                                              |         |
|    | بنای محمد نج                          | بارگذاری تصویر | قرن ۸ و ۹ ه‍.ق    | ۱۳۸۶-۱۲-۲۶ | ۲۱۹۵۹     | بخش بلده، دهستان تترستاق، روستای نج                                                                   |         |
|    | آرامگاه سلاطین                        | بارگذاری تصویر | قرن ۸ و ۹ ه‍.ق    | ۱۳۸۶-۱۲-۲۶ | ۲۱۹۸۲     | بخش بلده، دهستان شیخ فضل‌الله نوری، روستای سراسب                                                       |         |
|    | مسجد علی                              | بارگذاری تصویر | قاجاریه         | ۱۳۸۶-۱۲-۲۶ | ۲۲۰۲۶     | بخش بلده، دهستان شیخ فضل‌الله، روستای یوش                                                              |         |
|    | ریکا پل                               | بارگذاری تصویر | قاجاریه         | ۱۳۸۶-۱۲-۲۶ | ۲۲۰۲۷     | بخش بلده، دهستان تترساق، روستای ولاشد                                                                 |         |
|    | مسجد جامع نج                          | بارگذاری تصویر | قاجاریه         | ۱۳۸۶-۱۲-۲۶ | ۲۲۰۲۸     | بخش بلده، دهستان تترساق، روستای نج                                                                    |         |
|    | مسجد رقیه                             | بارگذاری تصویر | قاجاریه         | ۱۳۸۶-۱۲-۲۶ | ۲۲۰۲۹     | بخش بلده، دهستان شیخ فضل‌الله، روستای یوق                                                              |         |
|    | مسجد جامع بلده                        | بارگذاری تصویر | قاجاریه         | ۱۳۸۶-۱۲-۲۶ | ۲۲۰۳۰     | بخش بلده، شهر بلده، کنار مقبره شیخ سلطان احمد                                                         |         |
|    | حمام قدیمی بردون                      | بارگذاری تصویر | قاجاریه         | ۱۳۸۶-۱۲-۲۶ | ۲۲۰۳۱     | بخش بلده، دهستان شیخ فضل‌الله، روستای بردون                                                            |         |
|    | آرامگاه سلاطین استندار                | بارگذاری تصویر | قرن ۸ و ۹ ه‍.ق    | ۱۳۸۶-۱۲-۲۶ | ۲۲۰۳۲     | بخش بلده ۰ دهستان شیخ فضل‌الله، روستای کمرود                                                           |         |
|    | حمام قدیمی یوش                        | بارگذاری تصویر | قاجاریه         | ۱۳۸۶-۱۲-۲۶ | ۲۲۰۳۳     | بخش بلده، دهستان شیخ فضل‌الله، روستای یوش                                                              |         |
|    | حوزه علمیه نور                        | تصاویر بیشتر   | قاجاریه         | ۱۳۸۶-۱۲-۲۶ | ۲۲۰۳۴     | بخش بلده، شهر بلده                                                                                    |         |
|    | آرامگاه شیخ احمد بلده                 | بارگذاری تصویر | قرن ۸ و ۹ ه‍.ق    | ۱۳۸۶-۱۲-۲۶ | ۲۲۰۳۵     | بخش بلده، شهر بلده                                                                                    |         |
|    | خانه حاج میرزا                        | بارگذاری تصویر | دوره قاجار      | ۱۳۸۷-۰۹-۱۸ | ۲۳۹۰۳     | بخش بلده، دهستان تتارستاق، روستای نج، خانه حاج میرزا                                                  |         |
| ۶٠ | خانه منتظم لشکر                       | بارگذاری تصویر | دوره قاجار      | ۱۳۸۷-۰۹-۱۸ | ۲۳۹۰۴     | بخش بلده، دهستان تتارستاق، روستای نج، خانه منتظم لشکر                                                 |         |
| ۶۱ | خانه حاج حمزه امانی                   | بارگذاری تصویر | دوره قاجار      | ۱۳۸۷-۰۹-۱۸ | ۲۳۹۰۵     | بخش بلده، دهستان شیخ فضل‌الله نوری، روستای بطاهرکلا، خانه قدیمی حمزه امانی                             |         |
| ۶۲ | بافت تاریخی روستای یوش                | بارگذاری تصویر | قاجار           | ۱۳۸۹-۱۱-۱۸ | ۲۹۸۸۶     | بخش بلده، دهستان شیخ فضل‌الله نوری، روستای یوش                                                         |         |

## نوشهر
| #  | نام                                 | تصویر          | قدمت                   | تاریخ ثبت  | شمارهٔ ثبت | موقعیت                                           | توضیحات |
| -- | ----------------------------------- | -------------- | ---------------------- | ---------- | --------- | ------------------------------------------------ | ------- |
| ۱  | آرامگاه امامزاده سید علی کیا سلطان  | بارگذاری تصویر | قرن ۹ و ۱۰ ق           | ۱۳۵۶-۰۲-۲۲ | ۱۴۱۵      | روستای هزار خال کجور                             |         |
| ۲  | هتل بنیاد پهلوی                     | بارگذاری تصویر | پهلوی                  | ۱۳۵۳-۰۷-۰۲ | ۱۵۲۳      | چالوس، میدان معلم                                |         |
| ۳  | برج سنگی روستای میدانک              | بارگذاری تصویر | قرن ۷ و ۸ (۶۵۰–۷۰۰ ق)  | ۱۳۵۷-۰۱-۱۴ | ۱۵۹۶      | روستای میدانک                                    |         |
|    | امامزاده طاهر مطهر                  | بارگذاری تصویر | قرن ۹ ق                | ۱۳۶۴-۰۵-۲۷ | ۱۶۷۲      | روستای هزار خال کجور                             |         |
|    | محوطه عافله سیتی خاچک کجور          | بارگذاری تصویر | اشکانی (پارت) ـ ساسانی | ۱۳۸۱-۰۷-۰۷ | ۶۲۷۱      | بخش کجور روستای صالحان                           |         |
|    | تپه قلعه کوتی                       | بارگذاری تصویر | هزاره یک ق‌م ـ اسلامی   | ۱۳۸۲-۰۳-۱۰ | ۸۷۸۳      | بخش کجور، دهستان زانوس رستاق، روستای کوشکک       |         |
|    | امامزاده نوح                        | بارگذاری تصویر | قاجاریه                | ۱۳۸۲-۰۳-۱۰ | ۸۷۸۴      | بخش کجور، دهستان بلده کجور، روستای چلندر         |         |
|    | غار شرقی چلک                        | بارگذاری تصویر | تاریخی                 | ۱۳۸۲-۰۳-۱۰ | ۸۷۸۵      | بخش کجور، دهستان بلده، روستای چلک                |         |
|    | تپه قلعه شاه دزد ۱                  | بارگذاری تصویر | عصر آهن II             | ۱۳۸۲-۰۳-۱۰ | ۸۷۸۶      | بخش کجور، دهستان زانوس رستاق، روستای کجور        |         |
|    | آرامگاه درویش رستم                  | بارگذاری تصویر | قرن ۱۰ ق               | ۱۳۸۲-۰۳-۱۰ | ۸۷۸۷      | بخش کجور، دهستان زانوس رستاق، روستای اتاق سرا    |         |
|    | آرامگاه درویش شهر آگیم              | بارگذاری تصویر | تیموریان               | ۱۳۸۲-۰۳-۱۰ | ۸۷۸۸      | بخش کجور، دهستان زانوس رستاق، روستای اتاق سرا    |         |
|    | دزد قلعه                            | بارگذاری تصویر | عصر آهن II             | ۱۳۸۲-۰۳-۱۰ | ۸۷۸۹      | بخش کجور، دهستان پنجک رستاق، روستای دوآب         |         |
|    | قلعه ملک کیومرث                     | بارگذاری تصویر | اسلامی                 | ۱۳۸۲-۰۳-۱۰ | ۸۷۹۰      | بخش کجور، دهستان زانوس رستاق، روستای کجور        |         |
|    | تپه قلعه شاه دزد ۲                  | بارگذاری تصویر | عصر آهن II             | ۱۳۸۲-۰۳-۱۰ | ۸۷۹۱      | بخش کجور، دهستان زانوس رستاق، روستای کجور        |         |
|    | آرامگاه درویش امیر                  | بارگذاری تصویر | قرن ۹ ق                | ۱۳۸۲-۰۳-۱۰ | ۸۷۹۲      | بخش کجور، دهستان زانوس رستاق، روستای لاشک        |         |
|    | آرامگاه امامزاده حسن                | بارگذاری تصویر | تیموریان               | ۱۳۸۲-۰۳-۱۰ | ۸۷۹۳      | بخش کجور، دهستان زانوس رستاق، روستای چورن        |         |
|    | تپه پاتخت                           | بارگذاری تصویر | عصر آهن II ـ تاریخی    | ۱۳۸۲-۰۵-۰۷ | ۹۳۷۰      | بخش کجور، دهستان زانوس رستاق، روستای پول         |         |
|    | آرامگاه امامزادگان محسن، صالح و علی | بارگذاری تصویر | قرن ۸ و ۹ ق            | ۱۳۸۲-۰۵-۰۷ | ۹۳۷۱      | بخش کجور، دهستان زانوس رستاق، روستای پول         |         |
|    | محوطه کلینگا                        | بارگذاری تصویر | اسلامی                 | ۱۳۸۲-۰۵-۰۷ | ۹۳۷۲      | بخش کجور، دهستان زانوس رستاق، روستای کوشکک       |         |
|    | تپه پی پشتگاه                       | بارگذاری تصویر | قرون اولیه اسلامی      | ۱۳۸۲-۰۵-۰۷ | ۹۳۷۳      | بخش کجور، دهستان خیر و دکنار روستای ابندانک      |         |
|    | تپه اوقماره‌سر                       | بارگذاری تصویر | اسلامی                 | ۱۳۸۲-۰۵-۰۷ | ۹۳۷۴      | بخش کجور، دهستان زانوس رستاق، روستای کجور        |         |
|    | تپه قلاکوتی                         | بارگذاری تصویر | تاریخی ـ اسلامی        | ۱۳۸۲-۰۵-۰۷ | ۹۳۷۵      | بخش کجور، دهستان زانوس رستاق، روستای کینج        |         |
|    | محوطه شهر قدیم کجور                 | بارگذاری تصویر | عصر آهن IوII           | ۱۳۸۲-۰۵-۰۷ | ۹۳۷۶      | بخش کجور، دهستان زانوس رستاق، روستای کجور        |         |
|    | محوطه موزی پشته                     | بارگذاری تصویر | اسلامی                 | ۱۳۸۲-۰۵-۰۷ | ۹۳۷۷      | بخش کجور، دهستان خیرود کنار روستای نیرنگ         |         |
|    | تپه استانکرود                       | بارگذاری تصویر | هزاره یک ق‌م ـ اسلامی   | ۱۳۸۲-۰۵-۰۷ | ۹۳۷۸      | بخش کجور، دهستان زانوس رستاق، روستای استانکرود   |         |
|    | قلعه تپه                            | بارگذاری تصویر | هزاره یک ق‌م ـ اسلامی   | ۱۳۸۲-۰۵-۰۷ | ۹۳۷۹      | بخش کجور، دهستان زانوس رستاق، روستای انگیل       |         |
|    | امامزاده جعفربن موسی                | بارگذاری تصویر | قاجاریه ـ قرن ۹ ق      | ۱۳۸۳-۱۱-۱۰ | ۱۱۳۴۶     | بخش کجور، روستای هزار خال                        |         |
|    | باغ گیاه‌شناسی                       |                | پهلوی دوم              | ۱۳۸۵-۱۲-۱۴ | ۱۷۷۹۵     | شهر نوشهر، خیابان بهار آزادی، نرسیده به پل ماشلک |         |
|    | حمام کندلوس                         | بارگذاری تصویر | اواسط قاجاریه          | ۱۳۸۶-۱۲-۲۶ | ۲۱۹۷۶     | بخش کجور، دهستان زانوس رستاق، روستای کندلوس      |         |
| ۳٠ | حمام طاهر و مطهر                    | بارگذاری تصویر | اویل قاجاریه           | ۱۳۸۶-۱۲-۲۶ | ۲۲۰۴۳     | بخش کجور، دهستان توابع کجور، روستای هزار خال     |         |
| ۳۱ | حمام کوهپر علیا                     | بارگذاری تصویر | قاجاریه                | ۱۳۸۶-۱۲-۲۶ | ۲۲۰۴۵     | بخش کجور، دهستان زانوس رستاق، روستای کوهر علیا   |         |
| ۳۲ | اداره دخانیات کلاردشت               | بارگذاری تصویر | پهلوی اول              | ۱۳۹۵-۰۶-۲۹ | ۳۱۵۶۵     | کلاردشت، حسن کیف، جنب ساختمان                    |         |